# Maipú (Chile)
Maipú es una comuna ubicada en el sector surponiente de la ciudad de Santiago, capital de Chile. Pertenece administrativamente a la provincia de Santiago, dentro de la región Metropolitana de Santiago. Según el censo de 2017, Maipú tiene una población de 521 627 habitantes, transformándola en la segunda comuna más poblada del país después de Puente Alto.
El nombre de la comuna proviene de una derivación de la palabra «Maipo» (del mapudungun: maypun, lugar arado). Perteneciente a la hacienda de Lo Espejo, se le denominaba «llanos del Maipo», hasta que en 1891, con la Ley de Comuna Autónoma, las tierras fueron llamadas «Maipú». Allí se llevó a cabo la batalla de Maipú, el 5 de abril de 1818, considerada un momento clave en la consolidación de la independencia de Chile.

## Historia

### Toponimia
El lugar recibe el nombre de maypunwe, vocablo mapudungun que significa "lugar" (we) + "trabajar la tierra" (maypun). Los historiadores chilenos más importantes del siglo XIX, como Diego Barros Arana y Benjamín Vicuña Mackenna, así como los del siglo XX, tales como Francisco Antonio Encina y Jaime Eyzaguirre, se referían a la contienda librada el 5 de abril de 1818 como "la Batalla de Maipo", al igual que el río adyacente. El argentino Bartolomé Mitre la llamaba "Batalla de Maipú", conforme al parte de batalla enviado por la oficialidad argentina.

### Orígenes
Los asentamientos prehispánicos de Maipú, están asociados a la cultura del Valle Huaycoche (Período agroalfarero temprano, Período agroalfarero medio, Período Agroalfarero Intermedio Tardío, y Período Agroalfarero Tardío).
Con la invasión de los incas del valle de Santiago, que dio comienzo al período promaucae, es posible realizar un primer acercamiento histórico al desarrollo cultural de la zona del Apoquindo. Con la llegada de Pedro de Valdivia comienza la conquista española.
Los llanos del río Mapocho en que se encuentra la actual comuna de Maipú fueron testigos de la consolidación del proceso independentista chileno. El 5 de abril de 1818, las fuerzas patriotas del Ejército Unido —formado por tropas chilenas y argentinas del Ejército de los Andes — al mando del capitán general José de San Martín, derrotan al ejército realista en la Batalla de Maipú. Como manera de honrar a la Virgen del Carmen, patrona del Ejército de Chile, el general Bernardo O'Higgins ordena la construcción de un templo en honor a ella en las tierras donde se realizó la histórica batalla. En noviembre del mismo año, comienza a construirse una capilla conocida como Capilla de la Victoria en las tierras de las haciendas de Lo Espejo, para dar origen al futuro templo. Sin embargo, este proyecto quedó totalmente paralizado y solo fue reiniciado en 1855 con la ayuda de Domingo Santa María. La capilla de la Victoria fue inaugurada recién en 1892 pero, en 1906, un violento terremoto y posteriormente un temblor hicieron necesaria la reconstrucción del templo. El 8 de diciembre de 1942, el congreso mariano que se celebró en Santiago, tomó como único acuerdo de esta reunión construir un grandioso santuario en Maipú, en los terrenos de la antigua Capilla de la Victoria para honrar a la Virgen del Carmen.

### Fundación

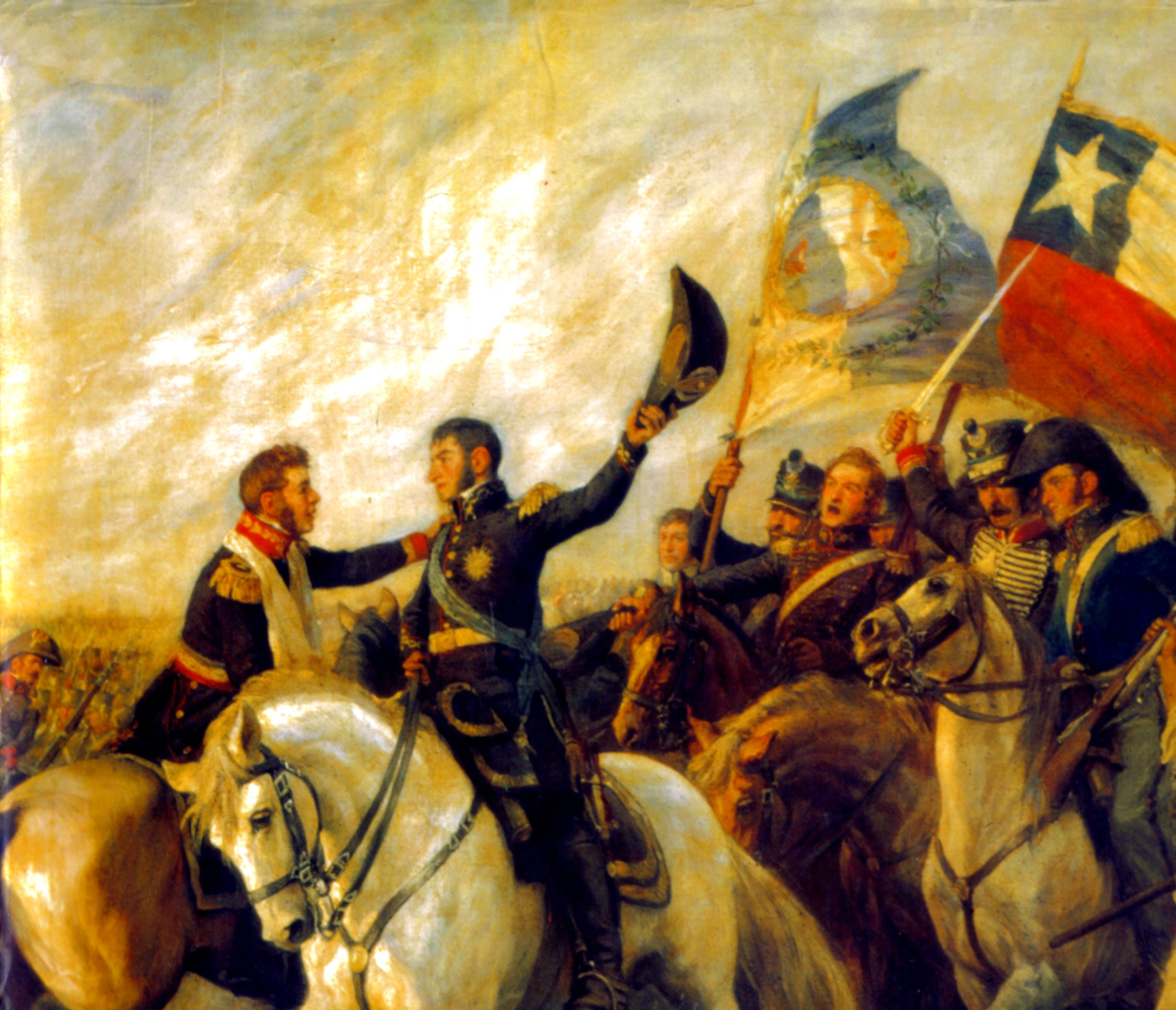
Extracto de El Abrazo de Maipú, pintura de Pedro Subercaseaux.

La nueva Ley de Comuna Autónoma promulgada en 1891 permitió dictar el decreto de Creación de Municipalidades en el departamento de Santiago, naciendo la Municipalidad de Maipú en que abarcaba gran partes de las tierras al oeste de la ciudad, principalmente agrícolas. La nueva municipalidad englobó también a las chacras de Chuchunco (actualmente, Estación Central) y de Los Pajaritos. Así, La Municipalidad de Maipú, abarcaba las subdelegaciones rurales 9a, Chuchunco; 10a, Pajaritos; 11a, Maipú; 12a, Las Lomas; y 13a, Pudahuel, del departamento de Santiago. Solo en 1895 comenzó la creación de la Villa Maipú (conocida anteriormente como Villa Lo Espejo), la cual fue confirmada el 6 de febrero de 1897 por parte de un decreto. En 1897, se separa la subdelegación 13a, Pudahuel, que se une a la 14a, Mapocho para formar la Municipalidad de Barrancas.
El geógrafo chileno Luis Risopatrón lo describe como una ‘villa’ en su libro Diccionario Jeográfico de Chile en el año 1924: : 514 

Maipú (Villa) 33° 32' 70° 46'.' Tiene población diseminada a su alrededor, cuenta con servicio de correos i estacion de ferrocarril i se encuentra a 488 m de altitud, a 12 kilómetros hácia el SW de la ciudad de Santiago; se le concedió el título de villa por decreto de 6 de febrero de 1897. Se ha rejistrado 452,1 mm para el agua caida en 29 dias de lluvia, con 92,4 mm de máxima diaria, en 1921. 63, p. 244; 68, p. 130; 104, p. 31 i perfil; i 156; i aldea en 101, p. 424.

### Maipú dentro de la ciudad
A comienzos del siglo XX, Maipú no poseía más de novecientos habitantes. Sin embargo, la expansión explosiva de la ciudad de Santiago y la encrucijada de las vías hacia Valparaíso y San Antonio en que se encontraba, llevó a que la población de Maipú aumentara, dejando de lado las actividades campesinas y transformando sus terrenos agrícolas en viviendas de gente de clases baja, media y media-alta.
De acuerdo al censo de 1970, Maipú contaba con 49 075 habitantes teniendo una extensión territorial mayormente rural. En ese entonces, existían numerosos fundos en el territorio comunal, tales como los fundos Santa Elena, Rinconada Lo Vial, Santa Adela, La Laguna, El Bosque o Pajaritos. La población campesina de la comuna no estuvo ajena a los conflictos presentes en el periodo del gobierno de la Unidad Popular. Por un lado, se acusó a los latifundistas de la zona de desatender la cría de aves, de despedir a los trabajadores, de quemar plantaciones o de paralizar la producción hortícola, según detallaban medios como Las Últimas Noticias y Punto Final.Por el otro, entre 1972 y 1973, se registraron numerosas tomas de fundos por parte de obreros agrícolas para facilitar la expropiación o la socialización de los predios.
Durante la década de los 70, se situaba en las comunas de Maipú y de Cerrillos un cordón industrial que destacaba por la producción fabril de bienes de capital.
Ya durante los años 1970, Maipú comenzó a convertirse en parte de la ciudad. El 4 de octubre de 1974, se inauguró oficialmente el Templo Votivo de Maipú como parte de la realización del voto original de O'Higgins, aunque solo a fines de los años 1990 fue terminado completamente. En 1985, se transforma una antigua cancha de fútbol ubicada entre las avenidas de Los Pajaritos con 5 de Abril y se crea la Plaza Mayor de la comuna. Desde ese momento, comienza una transformación de las cuadras circundantes en una zona de servicios que permiten la autonomía de Maipú dentro de la ciudad.

## Patrimonio y monumentos

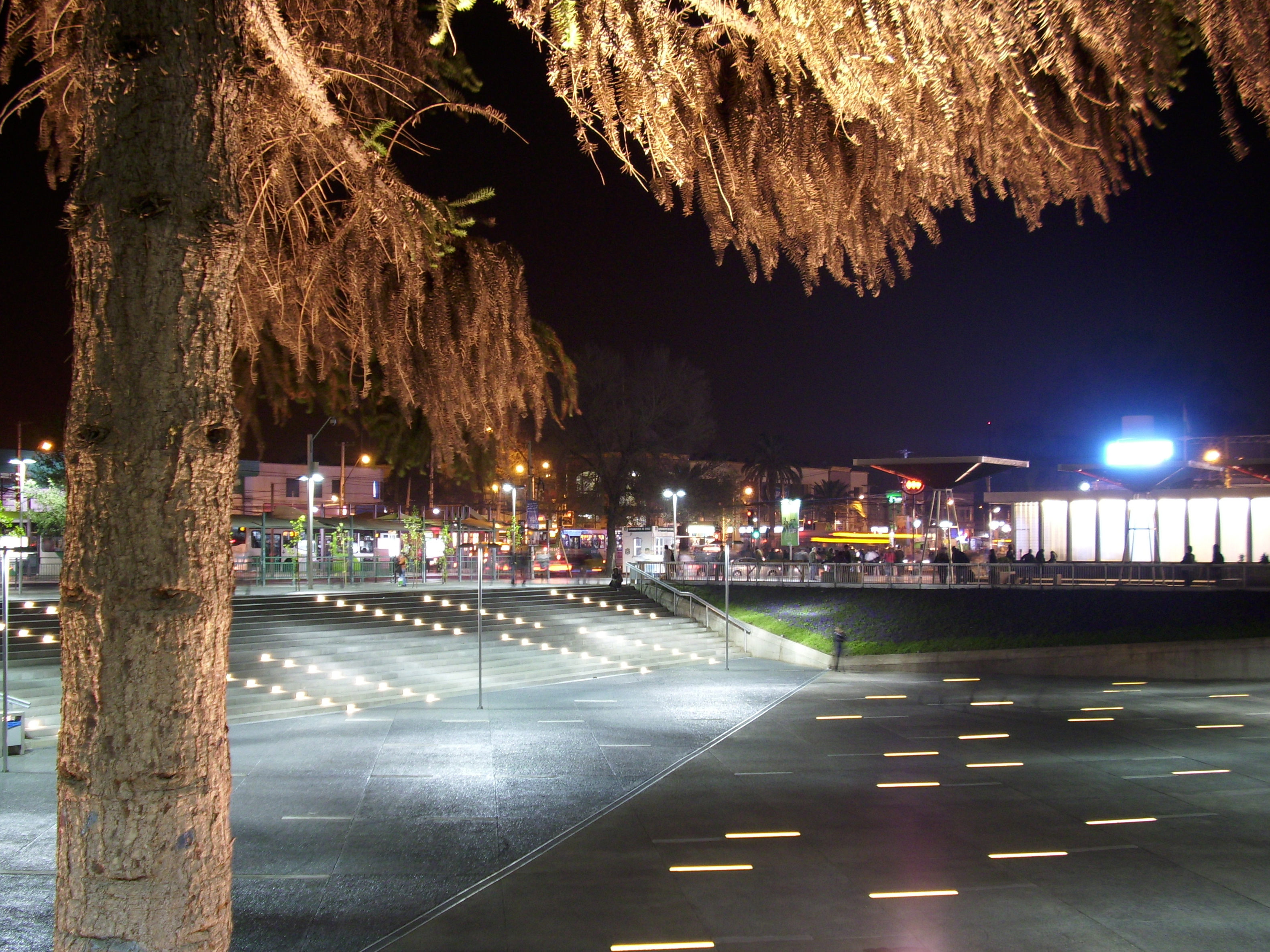
La Plaza Mayor de Maipú en abril de 2011, después de la remodelación impulsada en el año 2010.

### Plaza Mayor de Maipú
Ubicada a 12 kilómetros del centro de la ciudad de Santiago, la Plaza de Armas de Maipú es una plaza y, al mismo tiempo, una zona histórica donde Chile gestó su independencia de España. Fue inaugurada el 29 de abril de 1988, ya que en su lugar existía, desde 1955, el antiguo Estadio Municipal de Maipú. La referencia exacta de esta plaza está en el cruce de sus principales avenidas, Pajaritos y 5 de Abril (33°30′34.9″S 70°45′23.0″O / -33.509694, -70.756389). Allí se concentra gran parte de la actividad comercial de la comuna. En torno a ella se encuentran las oficinas de la Municipalidad, la piscina, el teatro, la biblioteca, el anfiteatro y el mercado municipales. Esta cuadra, conocida también como "Centro Cívico de Maipú", alberga un Memorial de los Derechos Humanos que recuerda a los sesenta y siete maipucinos detenidos y desaparecidos durante la dictadura militar entre 1973 y 1990.

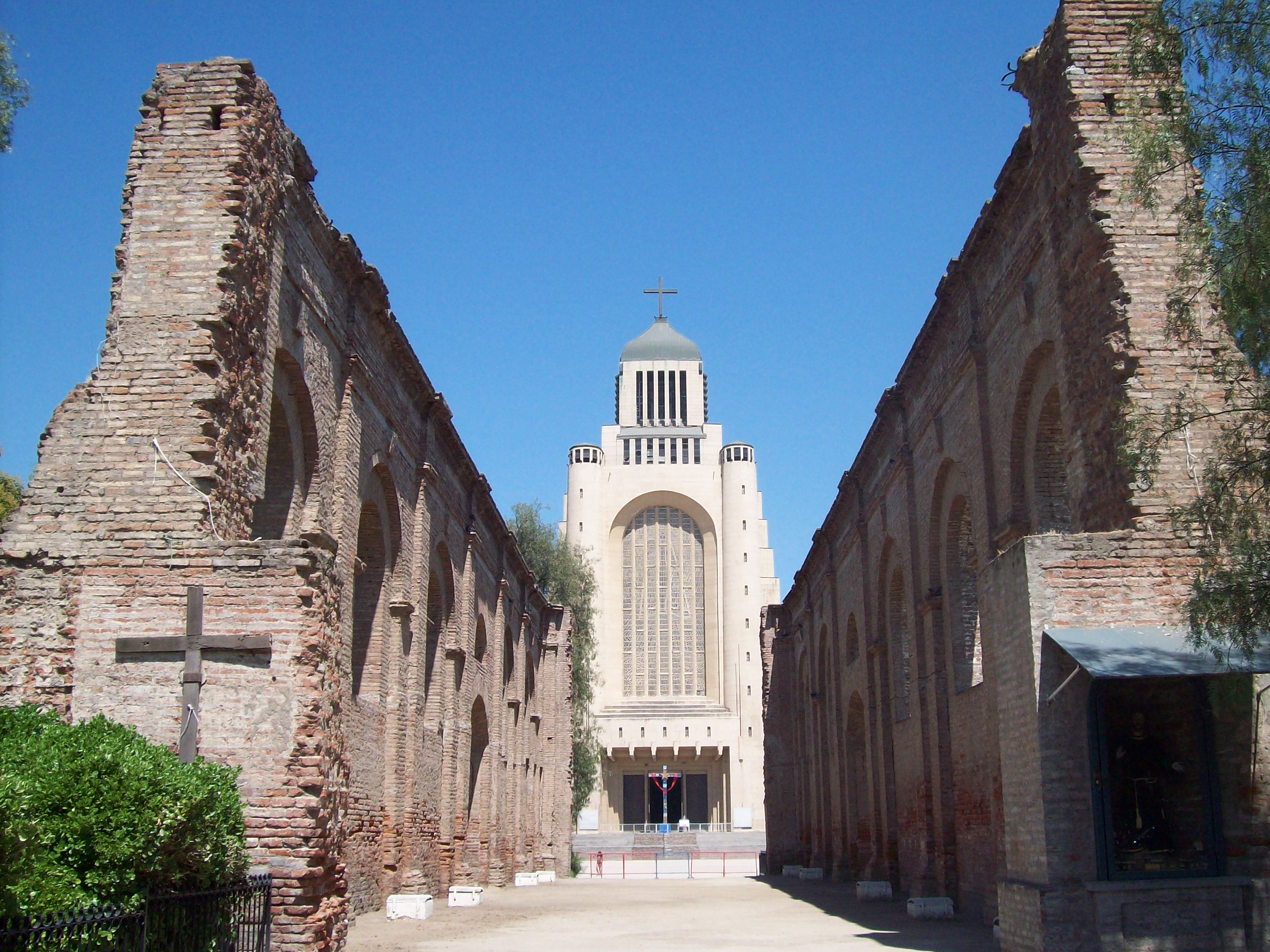
Las ruinas de la Capilla de La Victoria ante el Templo Votivo de Maipú.

### Templo Votivo de Maipú
El Templo Votivo de Maipú es un monumento conmemorativo a la Batalla de Maipú, obra del arquitecto Juan Martínez Gutiérrez, ganadora de un concurso convocado en el año 1943. Su construcción duró más de treinta años, hasta su inauguración el 24 de octubre de 1974. En este templo parecen haber dos universos conceptuales: el religioso que orienta la propuesta hacia un espacio configurado con un sentido procesional para la veneración de la Virgen, y el conmemorativo que define su lenguaje expresionista y su escala monumental.[cita requerida] Fue declarada Monumento Nacional a través del decreto supremo n.º 645 del 26 de octubre de 1984.
Está emplazado en una amplia explanada sobre un eje longitudinal en dirección oriente-poniente que se prolonga desde la avenida 5 de Abril (33°30′38.8″S 70°45′56.8″O / -33.510778, -70.765778). En él se alinean las ruinas de la Capilla de La Victoria y el Templo con la imagen de la Virgen. Lo antecede una enorme plaza de forma ovalada que se configura a partir de unas columnatas laterales de 8 metros de alto dispuestas sobre una plataforma horizontal. Este espacio constituye el atrio del Templo y su gran superficie responde a las multitudinarias manifestaciones religiosas que en él se desarrollan; está rodeado por una gradería que desde el acceso oriente parte a la misma altura de la plataforma al nivel de la calle y va descendiendo siguiendo la pendiente del terreno, lo que incrementa el número de peldaños justo al frente de la fachada del Templo. Por su escala, constituye el hito urbano más importante de la zona. Las columnatas parecen abrazar las ruinas de la Capilla de La Victoria y conforman un recorrido procesional hacia el santuario de la Virgen que se inicia en el exterior siguiendo la plataforma curva, al abrigo del alero soportado por la columna. Este espacio en cuanto atrio se asemeja mucho a la Plaza de San Pedro en el Vaticano.

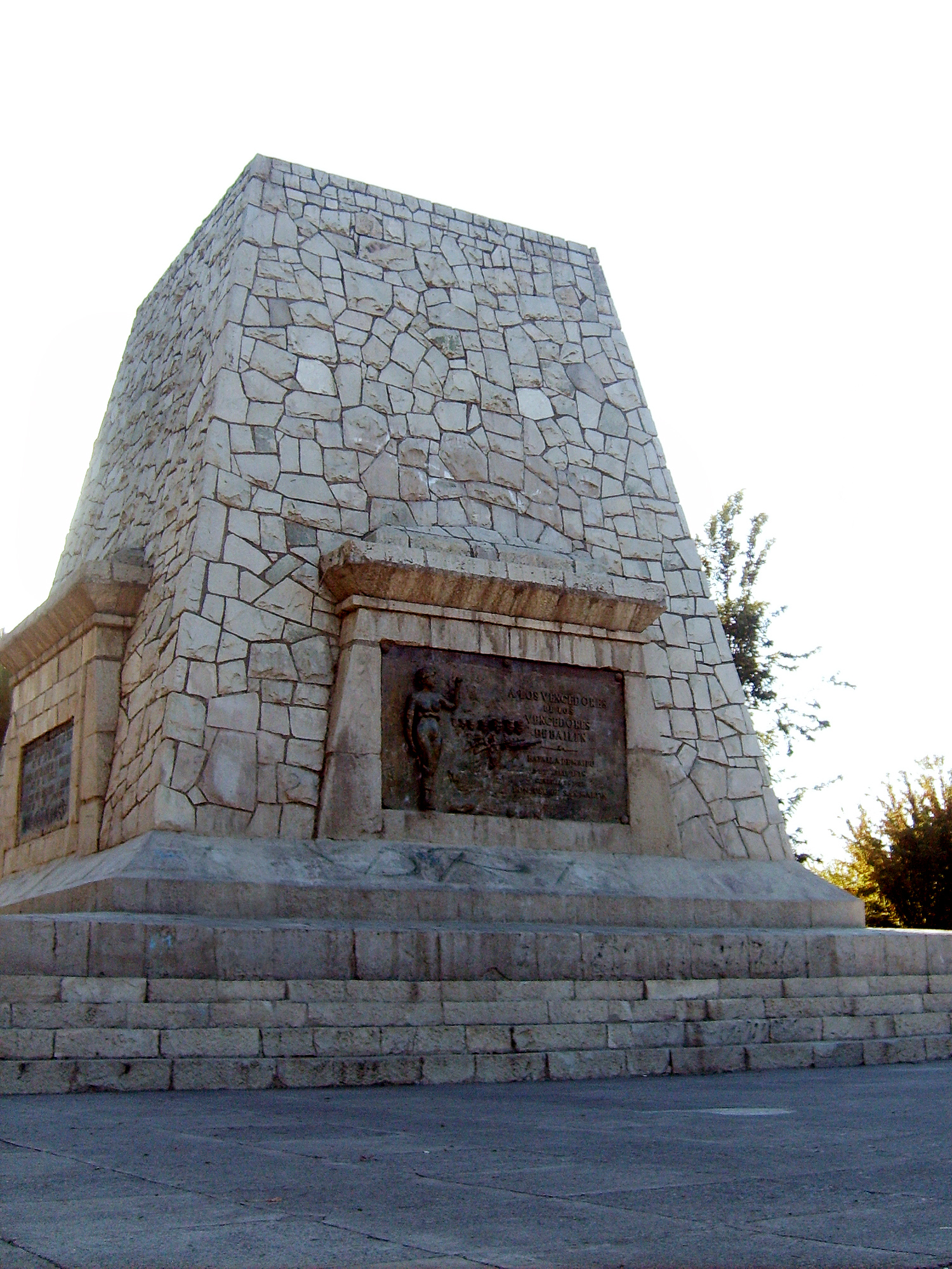
Monumento a los Vencedores de los Vencedores de Bailén.

### Monumento a los Vencedores de los Vencedores de Bailén
En la comuna, se encuentran otros monumentos en honor a la Batalla de Maipú. Una cuadras al norte de la Plaza Mayor se encuentra el Monumento a los Vencedores de los Vencedores Bailén, una pirámide cuadrangular diseñada por el propio O'Higgins.
Inaugurado el 13 de septiembre de 1910, este es el único monumento que responde a una orden directa de Bernardo O'Higgins. En la Gaceta Ministerial n.º 44 del sábado 13 de junio de 1818, O'Higgins y Zenteno decretaron: "En lo más descubierto de la loma, teatro principal de la batalla y de nuestros triunfos, se erija una pirámide cuadrangular de treinta pies de elevación". En el decreto se estipula, además, el contenido de las imágenes y los textos para cada una de las cuatro láminas de bronce que debía contener el monumento.
El monumento se levantó finalmente el 13 de septiembre de 1910 en terrenos del fundo El Alto (33°30′26.6″S 70°45′29.3″O / -33.507389, -70.758139), arrendado por don Serafín Zamora. El dibujo de la fama fue realizado por el dibujante del ejército Ignacio Yachaustegui. La escultura es obra del fundidor don Francisco Fayo y la fundición realizada por don Guillermo Dilli.

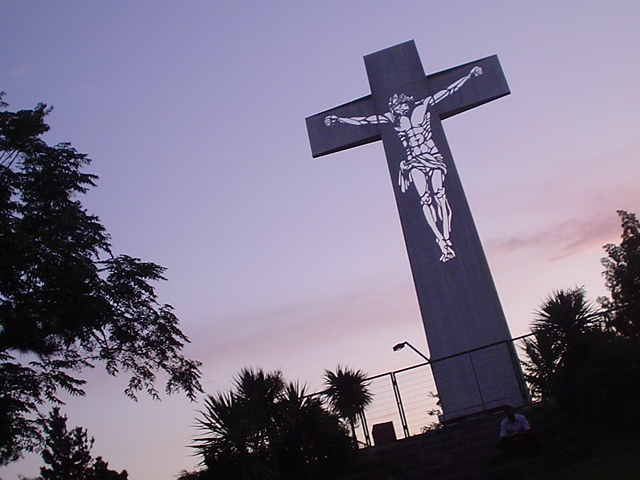
La cruz con el Cristo calado en la cima del cerro es obra del escultor Arturo Hevia.

### Cerro Primo de Rivera
A 1,6 kilómetros al norte de la Plaza Mayor se encuentra el cerro Primo de Rivera o, como se le conoce informalmente, Cerro 15. Es un Monumento Nacional declarado a través del decreto supremo núm. 66 del 22 de febrero de 1991. Se ubica en el ex Paradero 15 de avenida Pajaritos, justo antes de llegar al Zanjón de la Aguada (33°29′40.9″S 70°45′18.8″O / -33.494694, -70.755222).
Durante la Batalla de Maipú, el 5 de abril de 1818, se ubicaba en este cerro el puesto de mando del ala izquierda del ejército realista, siendo su jefe de Estado Mayor el coronel Joaquín Primo de Rivera. Desde allí tenía una excelente panorámica del área. En él se encontraba un importante grupo de cañones, los que fueron capturados por el Ejército Patriota cuando tomó por asalto este cerro y obligó a retirarse a las tropas realistas. En la actualidad este cerro es un parque que en su cumbre posee los restos del puesto de mando del ejército español y algunos cañones de la época.

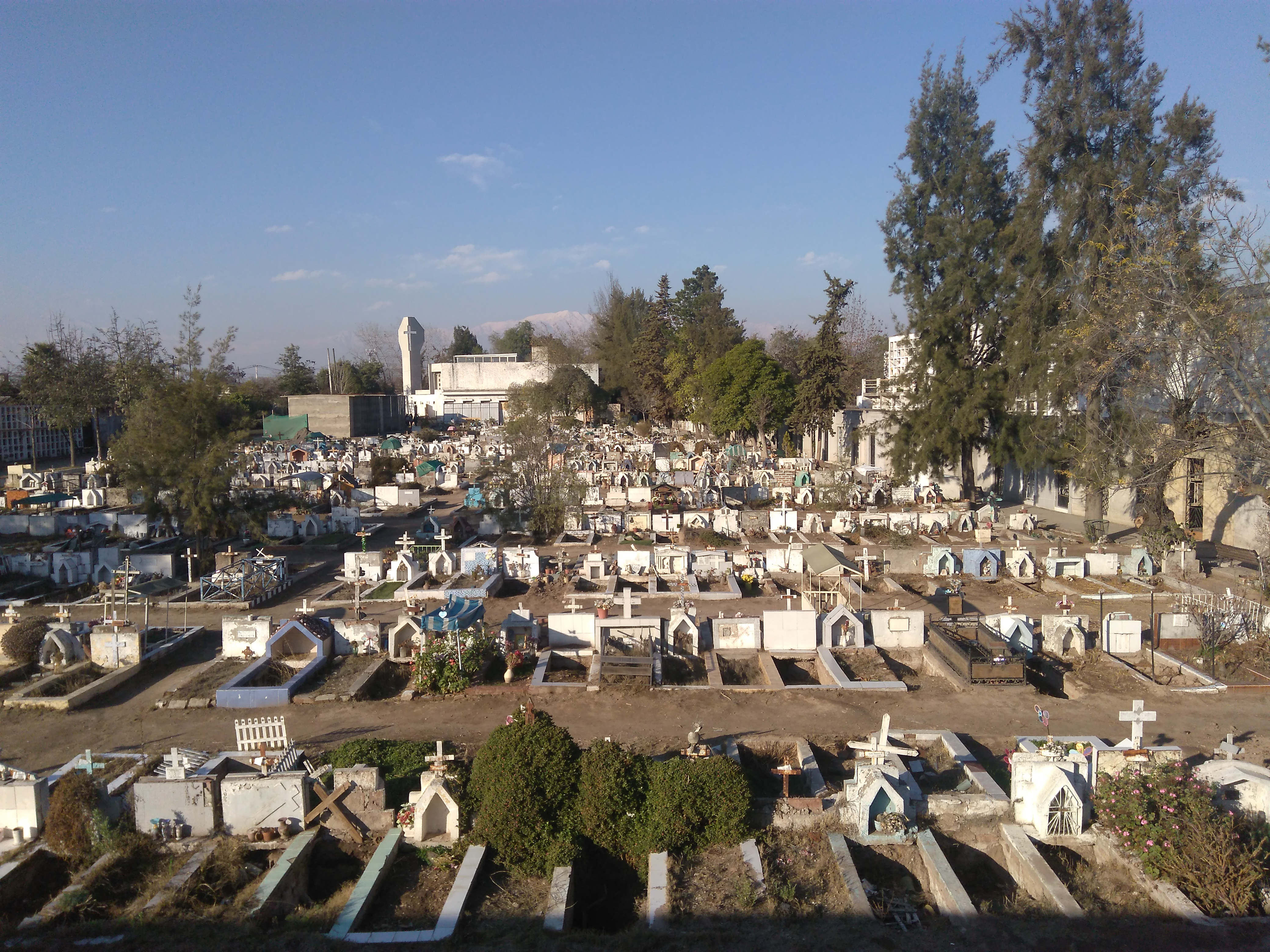
Panorámica del Cementerio Parroquial de Maipú.

### Cementerio Parroquial
El Cementerio Parroquial fue fundado en 1895 por el Arzobispado de Santiago en un terreno donado por Agustín Santiago Llona, convirtiéndose en el primer cementerio de Maipú. Por su ubicación, en Av. Camino a Rinconada con Av. El Olimpo (33°30′28.3″S 70°46′11.5″O / -33.507861, -70.769861), solía inundarse cada vez que el río Mapocho se desbordaba. Debido a esto, a comienzos del siglo XX, la mayoría de los cuerpos fueron trasladados a un terreno donado por la familia Pérez Canto ubicado en la cima de una colina cercana, donde reposan hasta la actualidad.
El acceso al nuevo cementerio estaba en Av. Camino a Rinconada con Av. Victoria, en la parte baja del cerro, pero posteriormente se cambió a la esquina de Av. Victoria con calle Maipú, donde un portón de acero confeccionado por la Coalbrookdale Company, conseguido por el entonces alcalde Alberto Bravo, da la bienvenida desde 1970.
En este camposanto, las familias adineradas de Maipú construyeron sus mausoleos. También lo hicieron órdenes religiosas, el Cuerpo de Bomberos de Maipú y diversos sindicatos de trabajadores.

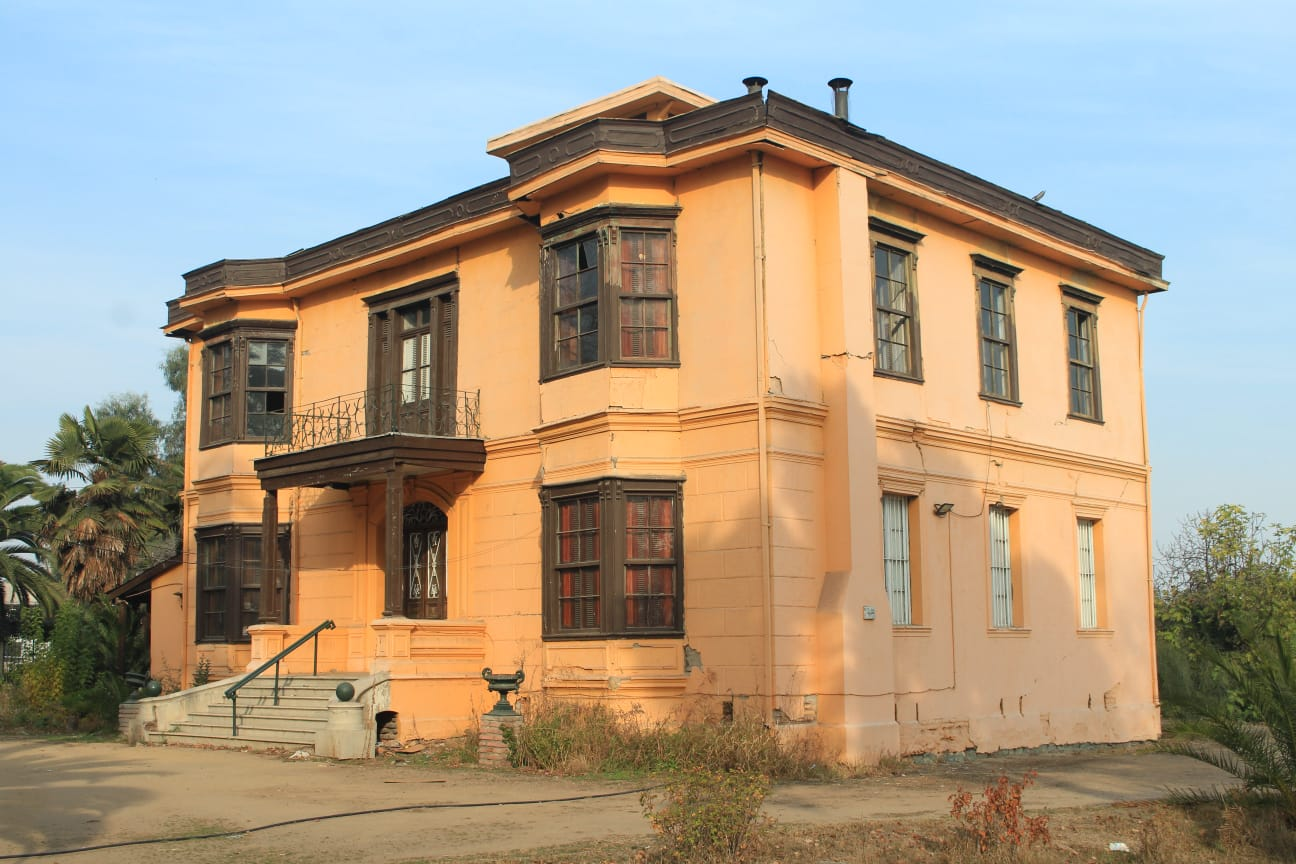
Quinta de Las Rosas.

### Quinta de Las Rosas
La Quinta de Las Rosas fue la residencia del presidente Germán Riesco ubicada en Camino La Farfana con Av. Pajaritos (33°29′36.1″S 70°45′29.2″O / -33.493361, -70.758111). Fue declarada Monumento Nacional a través del decreto supremo n.º 325 del 27 de julio de 1994. El predio de 5,44 hectáreas sobre el que se levanta el parque y la casona de la Quinta Las Rosas corresponde al antiguo fundo Loma Blanca, que fue comprado en 1885 por don Germán Riesco, presidente de Chile entre 1901 y 1906, a la familia Llona.
La construcción de la casa fue encargada en la década de 1890 al ingeniero José Luis Coo. La edificación es un volumen compacto, de estilo afín al victoriano. De dos pisos, presenta una fachada de composición simétrica en la que destacan dos altos bow windows que flanquean el pórtico de entrada. Una singularidad de este inmueble es el ascensor instalado en la esquina surponiente, que es similar, aunque más sencillo, que el que se encuentra en el Palacio Cousiño. La construcción se inserta en un parque de alrededor de 1 hectárea, diseñado por el paisajista Jorge Dubois, autor, entre otras obras, del Parque Forestal. Entre las especies arbóreas presentes destacan encinas, palmas chilenas, araucarias, plátanos orientales, alcornoques y olmos.

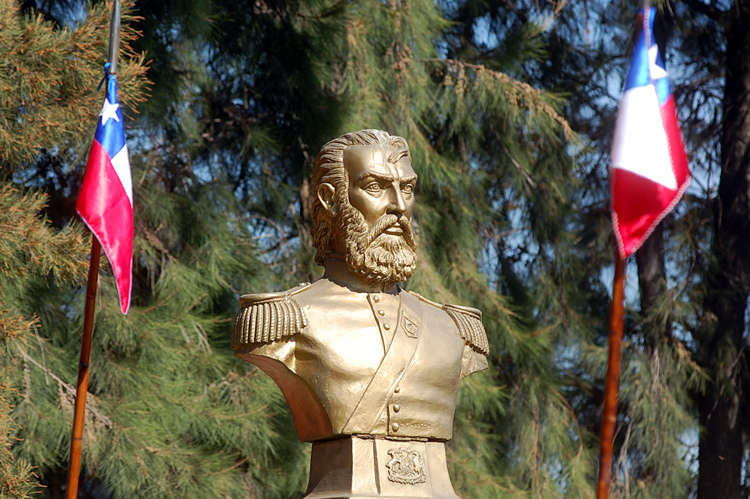
Busto del Coronel Santiago Bueras en la plaza homónima.

### Plaza y Monumento al Coronel Don Santiago Bueras y Avaria
La plaza fue inaugurada en el año 2000 en una colina, frente a la Av. Américo Vespucio (33°30′05.2″S 70°44′34.4″O / -33.501444, -70.742889). Es en honor al Coronel Santiago Bueras, que era conocido por su gran valor. La prueba máxima la dio en la Batalla de Maipú. Allí se encontraba formando parte de los Cazadores a Caballo, comandados por Ramón Freire. En una de las tantas cargas que protagonizó y lideró en contra de las fuerzas de Osorio, fue alcanzado por una bala enemiga, que lo llevó a la muerte ese mismo día. El lugar de la muerte de Bueras fue señalizado con un monolito por la División de Caballería del Ejército, el 5 de abril de 1952 donde actualmente se encuentra la plaza. Por su gesta durante la Batalla de Maipú, el coronel Bueras es hoy un héroe de la Caballería. Es considerado el Padre del Arma de Caballería del Ejército de Chile y el 5 de abril se conmemora el día de la Caballería Blindada. También en Maipú hay una calle, el Estadio de la comuna y una estación de Metro que llevan su nombre.

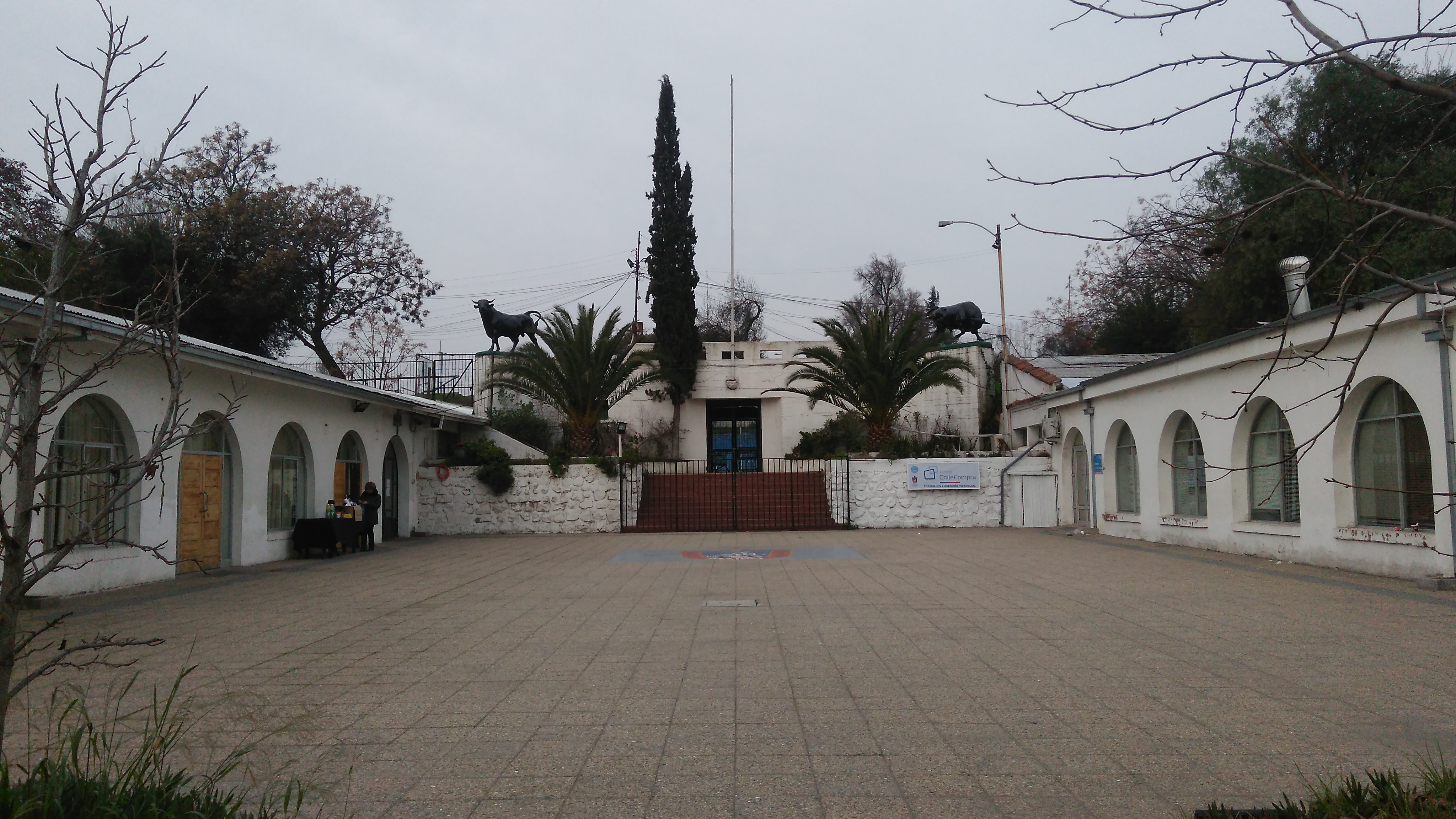
El acceso al Anfiteatro Municipal de Maipú.

### Anfiteatro Municipal
Anfiteatro Municipal en el Centro Cívico, ubicado en la manzana municipal de Maipú (33°30′33.3″S 70°45′16.5″O / -33.509250, -70.754583). Esta construcción es una antigua medialuna, construida en la década de 1940, la cual fue también utilizada como Plaza de toros. Se usó como medialuna hasta 1980. En ella se llevó a cabo el Champion de Chile en los años 1959 y 1961. En aquella época dicha competencia se desarrollaba en las más importantes medialunas del país, cambiándose la sede año a año. Sobre la construcción existente se construía graderías de madera para ampliar su capacidad. Los toros que hoy flanquean el acceso fueron adquiridos por el municipio siendo alcalde don José Luis Infante Larraín. Durante años fue utilizado como estacionamiento para los funcionarios de dicha municipalidad. Sin embargo, en septiembre de 2017 la municipalidad anunció que formaría una alianza con la Universidad de las Américas para trasformar este espacio en una pista de patinaje y centro de eventos. Este proyecto se concretó en julio de 2018, cuando fue inaugurada la «Pista de Patinaje Los Toros».

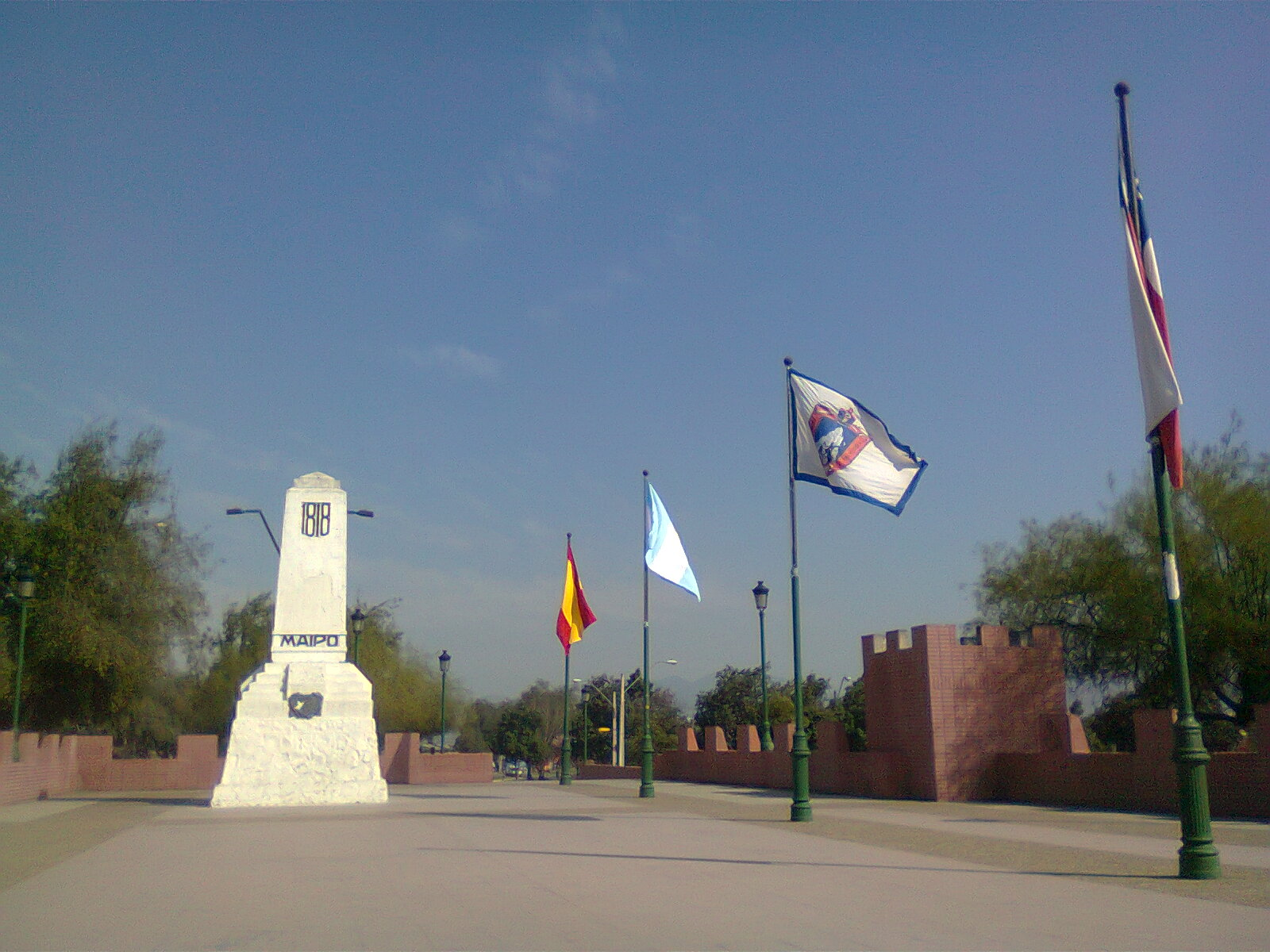
Monumento al Abrazo de Maipú.

### Monumento al Abrazo de Maipú
Ubicado en Av. Olimpo con Av. Camino a Rinconada (33°30′32.9″S 70°46′34.7″O / -33.509139, -70.776306), el Monumento al Abrazo de Maipú fue inaugurado el 5 de abril de 1968, 150 años después de la Batalla de Maipú.
En los alrededores del monumento se produjo el histórico abrazo entre el los generales San Martín y O'Higgins al terminar la batalla del 5 de abril de 1818.
El monumento existente es en homenaje al General español, don José Ordóñez y a todo el ejército vencido, el cual se caracterizaba por contar con tropas que habían vencido en varios combates, como el Regimiento Burgos de España y otros que vinieron a reforzar a las tropas que se encontraban avecindadas en Chile. A sus costados tiene dos placas con el siguiente texto:

«Desde estos alrededores se inició el último ataque patriota contra las fuerzas realistas que se defendían en las casa de Lo Espejo, el que dio como resultado la victoria de Maipo».
«En los alrededores de este monumento se efectuó el abrazo entre los generales O'Higgins y San Martín al finalizar la Batalla de Maipo el 5 de abril de 1818».

## Subdivisiones barriales
En 2007, a través de un proceso en conjunto con la ciudadanía, Maipú se dividió en veintiún barrios o unidades territoriales:

### Ciudad Satélite

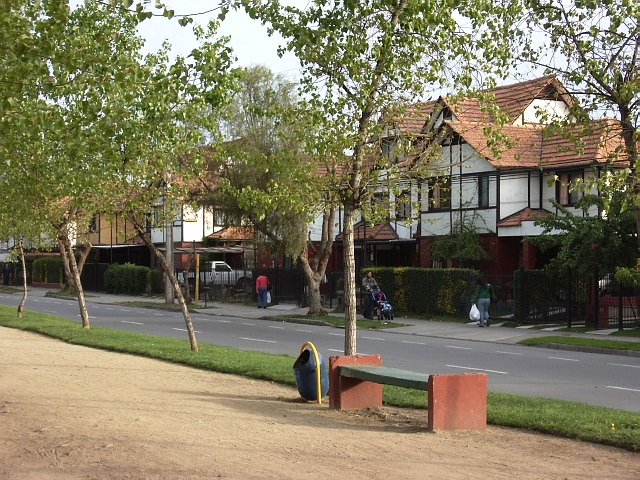
Viviendas en avenida Parque Central de Ciudad Satélite.

Este barrio conforma una unidad territorial desde su diseño como proyecto habitacional a principios de los años 1990 (Ciudad Satélite Los Parques de Maipú), materializado por una empresa constructora mediante subsidio tradicional. Existe solo otro conjunto residencial en el territorio, pero ambos bajo el concepto de barrio «Ciudad Satélite Maipú», con una homogeneidad constructiva, paisajística y social, pensado como un espacio suburbano de alto interés para familias de nivel medio emergente.

### Clotario Blest
Se encuentra conformada por villas de diverso origen y perfil constructivo; en este sentido constituye un mosaico urbano enfrentado al desafío de la integración socioterritorial. Las primeras villas que se construyeron en el sector (entre los años 1970 y 80) lo fueron mediante programas de subsidio tradicional (la mayoría), programas especiales para trabajadores (PET), como la villa Los Industriales y más tarde la villa Don Cristóbal; y soluciones de lotes con servicios (villa Los Presidentes n.º 5, actual Valle Verde). A mediados de los 1990, el encarecimiento del suelo en Maipú generó un desarrollo inmobiliario con nuevos perfiles residenciales, surgiendo las villas con apariencia de condominio (aun cuando corresponden a DFL-2), que se sirven de su proximidad a las autopistas urbanas para su plusvalía: es el caso de la villas Parque del Sol, Óscar Castro y block de departamentos en Parque Las Rosas.
Pertenecen a este barrio las villas Sol Poniente, Don Aníbal, Don Leonidas, Parque del Sol, Los Industriales, Óscar Castro, Los Poetas, Volcán Yelcho, Los Ciervos I, Don Alejandro, El Alto I, El Alto II, La Foresta, Valle Verde, Los Ciervos II, Alto Campanario, Los Cancilleres, Barrio Las Rosas, Primo de Rivera, Islas del Sol, Don Cristóbal, Don Adolfo, El Llano, Canadá, Santa Victoria, Volcán Tacora y las Poblaciones Don Cristóbal y Valle Verde, ambas vecinas a la comuna de Cerrillos.

### El Abrazo de Maipú
Villa El Abrazo se compone de sectores de distinta antigüedad, pero que se encuentran unidos en un mismo territorio debido a las fronteras que los confinan. Colinda con los barrios Industrial y Santa Ana de Chena: uno industrial; el otro de parcelas de agrado con densidad habitacional muy baja, siendo El Abrazo de Maipú de carácter residencial. Este barrio corresponde a la actual Unidad Vecinal n.º 24, más la porción oriente de la Unidad Vecinal n.º 23, franja que se ha conformado como una zona residencial de reciente data de construcción, apegada al eje de avenida Cuatro Poniente y diferenciada en su paisaje de las parcelas de Santa Ana. Este barrio comprende, por una parte, el antiguo sector conocido genéricamente como El Abrazo y comprende la propia villa El Abrazo y las villas Italia, El Cantar y El Labrador. Estos conjuntos datan de la década de los 1970.
Pertenecen a este barrio las villas San Juan de Chena, El Abrazo, Italia, El Cantar, El Labrador, Los Llanos I, Los Llanos II, Los Llanos III, Barrio Oeste, Portal del Abrazo, Las Casas de Maipú, Jardín del Sur y Los Portales de Santa Ana y Las Palmeras de Maipú.

### Esquina Blanca-Ferrocarril
Se trata de un sector de antigua data, situado en el centro consolidado de la comuna, que integra realidades sociales, económicas y culturales diversas, pero que comparten una historia común desde los años en que Maipú aún era un poblado relativamente aislado de la metrópoli, con un sello de comuna industrial —en aquellos tiempos— en un marco de relaciones barriales que propiciaban la identidad colectiva. En este sector se desarrolló la Feria Internacional de Santiago (FISA) entre 1963 y 1998.
A este barrio pertenecen las villas Copec, Cuatro Álamos, Patricio Lynch, René Schneider, Los Cóndores, Pizarreño, la parte sur de la villa México, una parte de la Zaror, Los Renovales, Patrona de Chile y Maestranza.

### Hospital-Campos de Batalla
Debido a su localización, se trata de una zona conformada aproximadamente desde la década de los 1940 hasta mediados de los años 80. Comprende conjuntos habitacionales de diverso origen y tipología: los hay de origen obrero (Louissiana, José Joaquín Pérez, Glorias de Maipú, Templo Votivo), lotes con servicios (Nueva Esperanza, Los Unidos), viviendas sociales CORVI y SERVIU (El Vivero, General Baquedano, El Despertar), cooperativas (MacKay, Selva Oscura, Ramón Freire) y diversos loteos de autoconstrucción. En conjunto, se trata de una zona consolidada, aunque con algún grado de deterioro y requerimientos de recuperación, particularmente en la mantención de sus espacios públicos (vialidad, áreas verdes, alumbrado público, señalética).
Pertenecen a este barrio las villas El Despertar, El Vivero, Ramón Freire, 21 de Julio, Nueva Esperanza, Selva Oscura, Louissiana, General Baquedano, MacKay y Los Unidos.

### Industrial

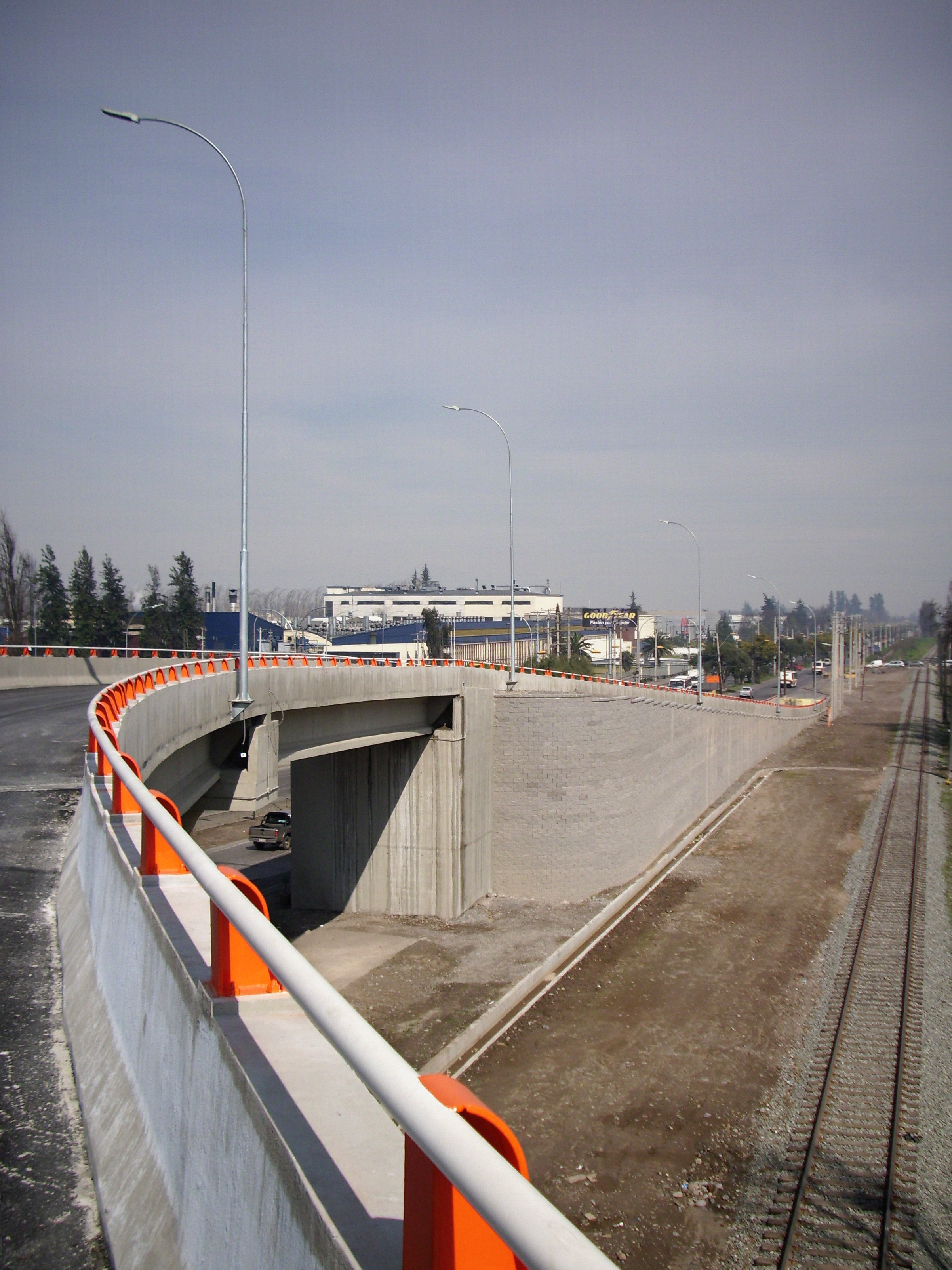
El nudo vial «Pajaritos-Camino a Melipilla», en el barrio Industrial, donde también se encuentra la vía férrea que servirá para el proyecto Tren Melipilla-Estación Central.

Este barrio es uno de los de mayor antigüedad en la comuna y debe su nombre a la concentración de industrias establecidas en torno al eje de Camino Melipilla desde la década de los 1940 en Maipú, cuando esta vía era corredor obligado del transporte de carga para embarque hacia el puerto de San Antonio. Su conformación tuvo origen en las favorables condiciones económicas, urbanísticas y tributarias que hacia mediados de los 40 se generó en el cordón periférico de la metrópoli santiaguina para el establecimiento de grandes industrias manufactureras y plantas de producción de bienes intermedios, ocupando en aquel entonces terrenos de uso agrícola.
Pertenecen a este barrio los sectores de la ex FISA, Santa Adela, Cerro Sombrero, Santa Marta y El Milagro.

### La Farfana
Antiguo asiento de fundos agrícolas. Hasta fines de los años 1980 La Farfana era conocida por su paisaje rural. Solo con el poblamiento generado con soluciones habitacionales de subsidio tradicional, mayoritariamente durante la década de 1990, se ha generado una zona residencial que hoy cubre aproximadamente el 90 % de la superficie total. Este barrio comprende una porción de su territorio inserta dentro del límite urbano y otra fuera del mismo, en la zona normativamente descrita como área excluida al desarrollo urbano, donde se localizan el tradicional pueblito de La Farfana y el caserío Casas Viejas.
En este barrio se ubica la planta de tratamiento de aguas residuales La Farfana, la cual procesa el agua utilizada por la mitad de los habitantes del Gran Santiago.
Pertenecen a este barrio las villas Alto Jahuel, Volcán Maipo, Magister, El Molino, La Sinfonía, Parque La Farfana, Manuel Rojas, Barrio Holanda, Los Jardines, Los Canelos, Los Laureles, Los Olivos, Los Pinares, Villa Los Rosales, Los Naranjos, Santa María de Maipú y el Pueblito de La Farfana.

### Lo Errázuriz
Localizado entre las avenidas Pajaritos, Santa Corina y la ribera norte del Zanjón de la Aguada, este barrio toma su nombre del antiguo fundo Lo Errázuriz, que cubría una extensa superficie del acceso norte a Maipú. Una de las villas más grandes que lo compone, en el centro de su territorio, lleva el mismo nombre. Además se encuentra ubicada la villa La Arboleda de Lo Errázuriz, la cual se encuentra al inicio de este barrio y de la comuna. Limita con las comunas de Estación Central y Cerrillos. Su conformación urbana surgió durante los años 1980, cuando se proyectaron amplios loteos con un gran número de viviendas de un perfil constructivo relativamente homogéneo, ejecutados por inmobiliarias particulares mediante subsidio habitacional tradicional. Se trata, casi en su totalidad, de viviendas unifamiliares, pareadas y de un piso. Excepcionalmente existe un conjunto habitacional de departamentos (Barrio Oriente), situado al límite del barrio, bordeando el canal Ortuzano.
Pertenecen a este barrio las villas Lo Errázuriz, La Arboleda I, Andrés Bello, Barrio Oriente, Los Pajaritos I y II, El Descanso, Las Parcelas, Los Naranjos Y Quintalí

### Longitudinal

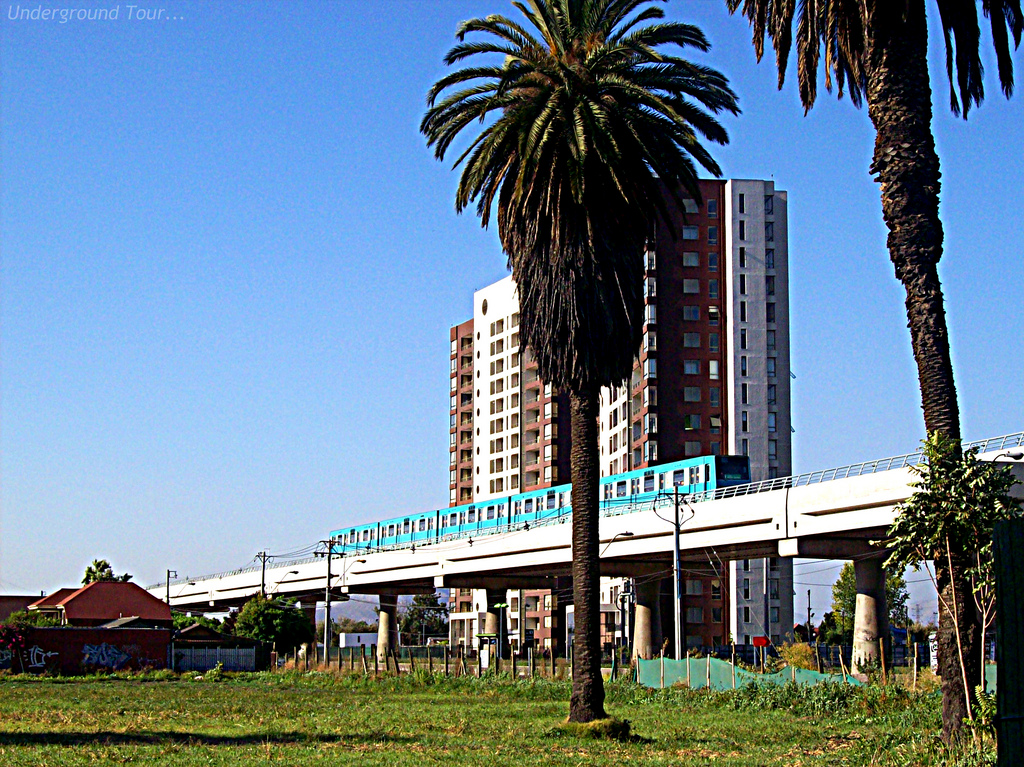
El viaducto del Metro de Santiago en el barrio Longitudinal.

Hasta mediados de los años 1980, esta zona era asiento de actividad agrícola. Corresponde a la actual Unidad Vecinal n.º 2 y cuenta con una delimitación física marcada por la vialidad estructurante del Plan Regulador Comunal: al norte limita con la avenida Callejón de los Perros y, por lo tanto, con la comuna de Pudahuel; al oriente, con la avenida Pajaritos; al poniente, con la avenida Américo Vespucio. Se encuentra rodeado por los barrios Lo Errázuriz y La Farfana. Su conformación urbana ha sido progresiva y relativamente reciente, producida mediante el poblamiento experimentado por la comuna desde mediados de los años 1980, a partir de proyectos habitacionales de subsidio tradicional.
Pertenecen a este barrio las villas Versalles, El Descanso, Los Claveles I, Los Claveles II, Los Claveles III, Los Claveles IV, San Francisco, Parque El Golf, Condominio Fundadores, Condominio Parque El Descanso, Condominio San Antonio, Las Palmas, La Arboleda VI, Hugo Bravo I, Hugo Bravo II, Los Álamos y Santa Teresa del Rosal.

### Los Bosquinos
Constituye uno de los territorios de más reciente poblamiento en la comuna. Los conjuntos habitacionales construidos, de subsidio tradicional, no tienen una data superior a los diez años. La excepción la constituye el ex fundo El Bosque, un asentamiento establecido durante el proceso de Reforma Agraria, cuyos residentes cuentan con títulos de dominio. No existen programas de viviendas SERVIU. Dado que es un territorio de reciente urbanización no cuenta con hitos significativos de encuentro comunitario. Carece de equipamiento educacional municipalizado y de salud pública.
Pertenecen a este barrio las villas Los Castaños, Portal del Valle, San Clemente, El Olivar, Los Bosquinos I a VII, El Vergel, Casas de la Llavería, Portal del Bosque, Bosques del Sur, Cumbres del Bosque, Alberto Blest Gana, La Capilla y Hernán Díaz Arrieta. Y frente a esta última villa, se encuentra la llamada Ligustrina Monumental, una barrera vegetal que separa la calle René Olivares Becerra con la zona agrícola.

### Los Héroes

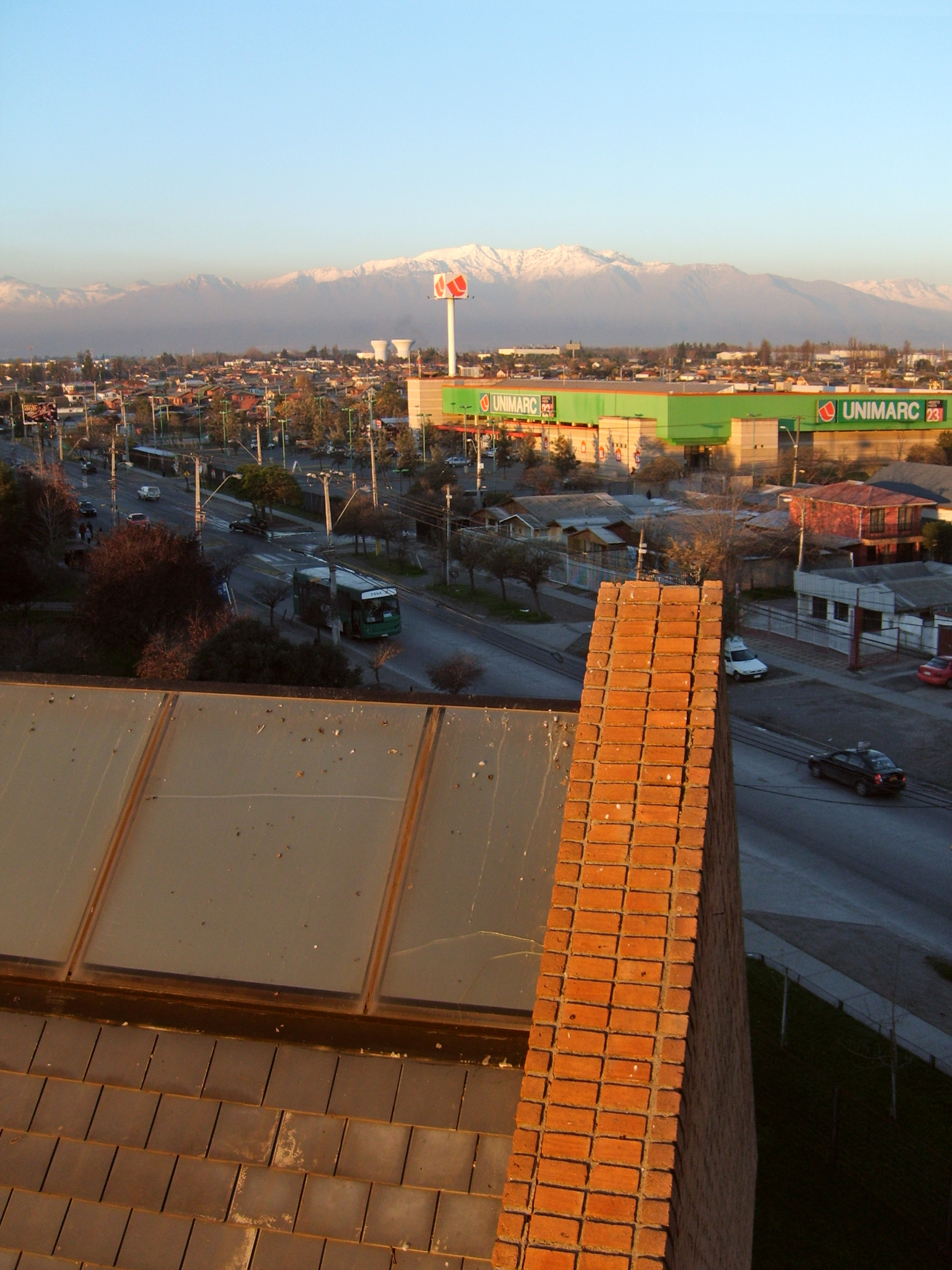
La avenida Alfredo Silva Carvallo en la villa Los Héroes.

El barrio Los Héroes debe su nombre al proyecto de loteos residenciales que a partir de la década de los 1980 y durante los 90 llegó a cubrir parte importante de la actual Unidad Vecinal n.º 22. Previo a ello, la zona aún formaba parte de terrenos de uso agrícola. Conforma un conglomerado urbano de perfil residencial homogéneo, conformado mayoritariamente por viviendas de subsidio tradicional, aunque también existen conjuntos habitacionales de viviendas sociales, que corresponden a los blocks de la villa Carlos V (SERVIU) y a las casas de las villas Arturo Prat I y II (PET).
Pertenecen a este barrio la Población Insa, las villas Lo Infante, Los Héroes I, Los Héroes II, Carlos V y Arturo Prat.

### Maipú Centro

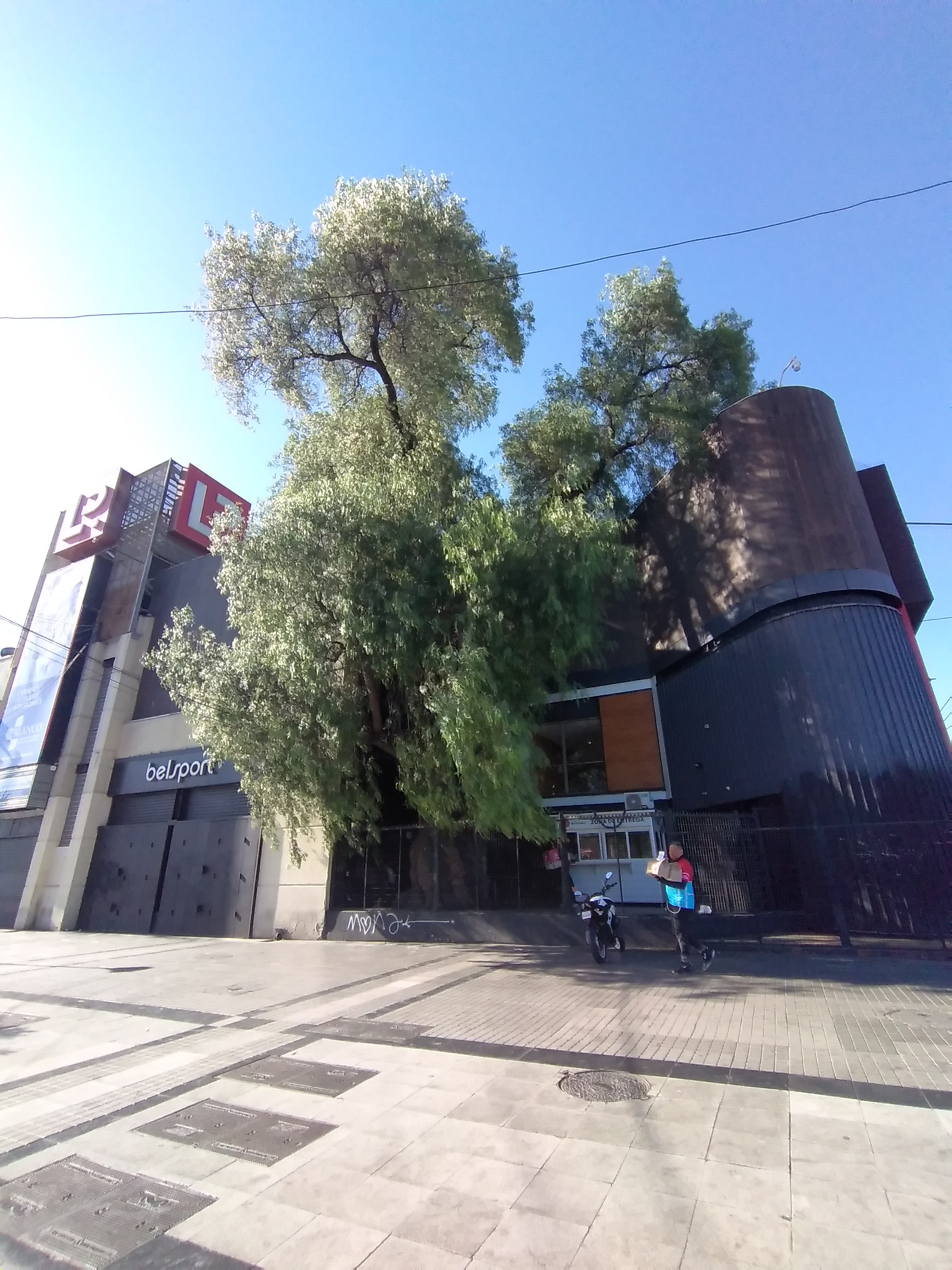
El árbol pimiento de la Plaza de Maipú fue reconocido como «Ícono de la memoria histórica» en el Día del Patrimonio Cultural del año 2022.

Este barrio debe su nombre a la condición histórica de centro urbano que muestra el eje Los Pajaritos y la franja longitudinal en su entorno, que se extiende desde el cerro Primo de Rivera y la ribera sur del Zanjón de la Aguada hasta la avenida 5 de Abril, donde se localiza la Plaza Mayor, principal intersección de la comuna. Por tratarse del núcleo principal de conformación urbana de Maipú, desde la fundación de la villa hacia 1897, y por sus proyecciones urbanísticas al Bicentenario, la avenida Los Pajaritos, fundamentalmente en su ala norte, generó un potente polo de atracción para la inversión inmobiliaria y comercial.
Pertenecen a este barrio los sub barrios Primo de Rivera, Loma Blanca y Plaza de Maipú, más la villa Las Terrazas.

### Pajaritos Sur

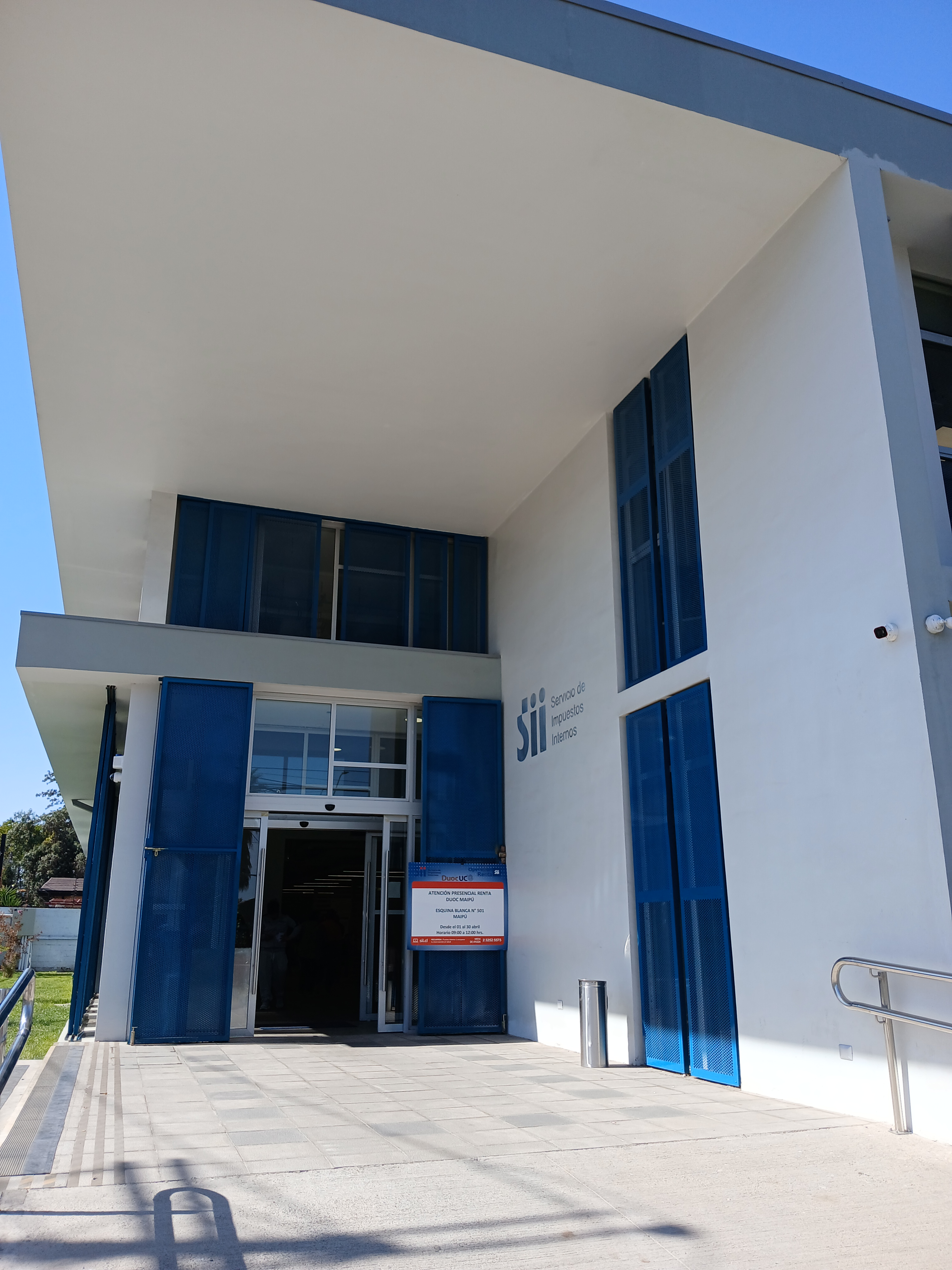
La oficina del Servicio de Impuestos Internos en el barrio Pajaritos Sur.

La franja adyacente a la avenida Los Pajaritos inauguró la trama urbana de la comuna desde fines del siglo XIX. Por ello, hacia la década de los 1940 y 50, esta zona ya contaba con la estructura predial que permanece hasta hoy. Naturalmente, los cambios urbanos sufridos por la comuna han generado una reconversión en los usos de suelo, que ha pasado desde las antiguas casas patronales y casas quinta, a los actuales establecimientos de comercio y servicios, los cuales se encuentran hasta aproximadamente la calle La Colonia. Más al sur existen restaurantes, pubs, centros médicos, servicios menores y, finalmente, al sur de avenida Portales, exhibe un perfil de tipo residencial.
A este barrio pertenecen las villas Ejército Libertador, Obreros Fensa, Prat, Cooperativa Ideal, Santa Carmen, William O'Neil, Pizarreño Norte, Benito Rebolledo, Eduardo Ugarte Edwards, Blest Gana, San José 2, Pajaritos Sur, Pacífico y Lo Infante.

### Parque Tres Poniente

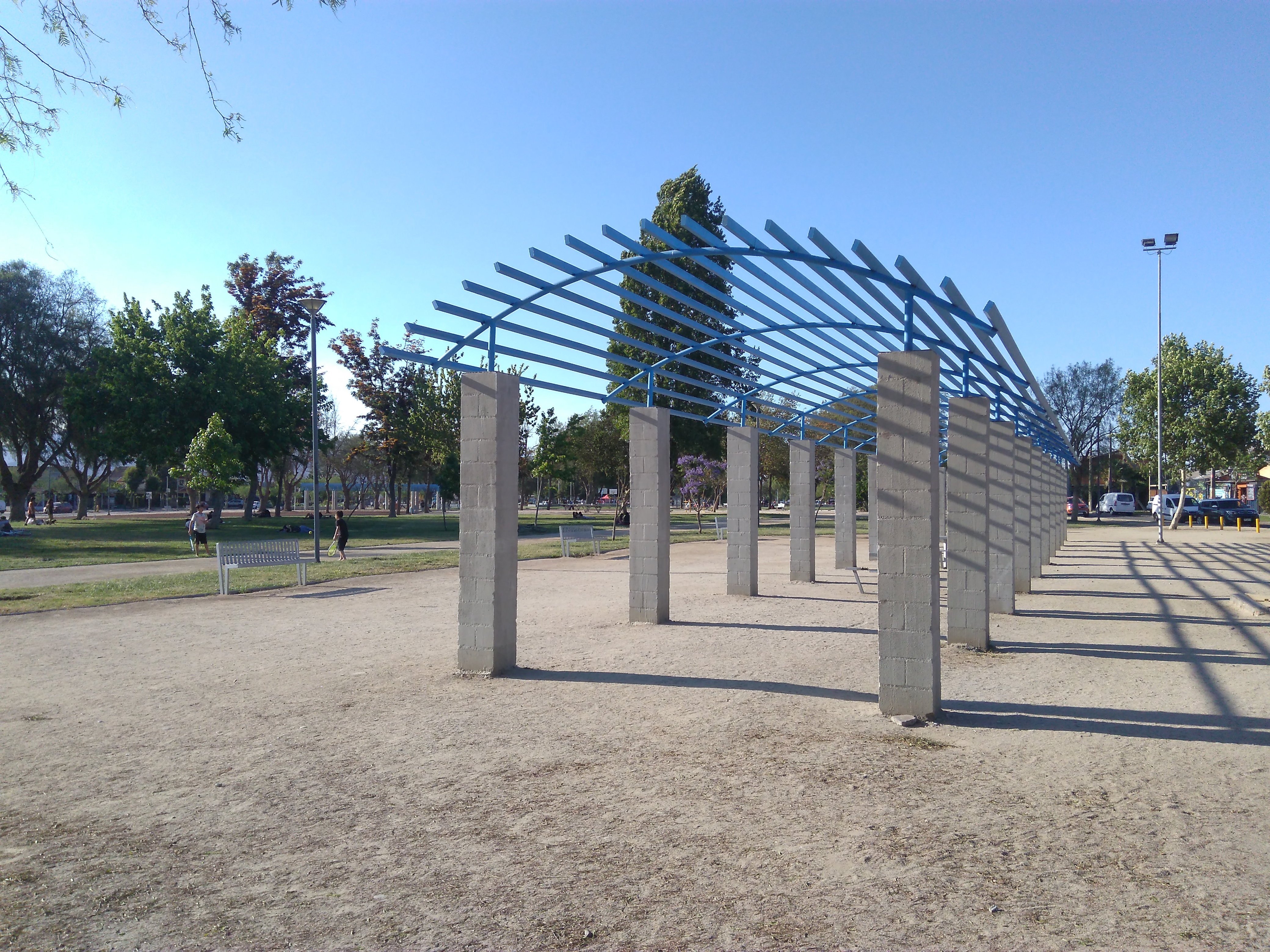
El parque Tres Poniente.

Este sector había conformado, junto al Barrio Sol Poniente (equivalente a la porción norte y centro-norte de la Unidad Vecinal n.º 36) una unidad territorial para fines de planificación y gestión, por lo tanto, de priorización en el gasto social y en la inversión pública. Se trata de un conglomerado urbano de origen diverso: existen masivas construcciones de viviendas sociales, como es el caso de las villas San Luis (etapas 1, 2 y 3), Santa Carolina y José Manuel Borgoño; y villas de subsidio tradicional unificado (villas Los Chalets de Lo infante, Daniel de la Vega, La Hacienda y Santa Enriqueta). Las villas que componen el barrio se encuentran comunicadas por vías interiores que cruzan transversalmente el parque Tres Poniente y son, desde el norte, las calles José Manuel Borgoño, Las Tinajas, San José, Portales y Campanario. Es un sector en proceso de consolidación urbana, en lo concerniente a espacios públicos suficientes e integrados, pero también en proceso de consolidación de su integración sociocultural, oportunidad que resulta propicio aprovechar en este contexto.
Pertenecen a este barrio las villas Chalets de Lo Infante, San Luis I, San Luis II, San Luis III, Santa Carolina, José Manuel Borgoño, Daniel De la Vega, La Hacienda y Santa Enriqueta.

### Pehuén
Este barrio corresponde a un territorio de reciente poblamiento y toma su nombre de la principal villa que ocupa gran parte del territorio. Hacia mediados de los años 1980 aún era una zona de uso agrícola. Corresponde a porciones de las unidades vecinales n.º 36 y 22 y conforma una unidad socioterritorial esencialmente por el perfil urbano residencial de los conjuntos más recientemente construidos en el sector poniente de Maipú: viviendas unifamiliares, pareadas, de un piso, para sectores medios emergentes. En este barrio existen 2 conjuntos de vivienda social en torno a la calle La Galaxia, que corresponden a los blocks de la villa Bernardo O'Higgins (SERVIU), y a las casas y blocks de la villa Isabel Riquelme (PET).
Pertenecen a este barrio las villas Pehuén, El Arrayán, Bernardo O`Higgins, Isabel Riquelme y Las Encinas.

### Portal del Sol
Este barrio es de reciente conformación, en la zona centro-poniente de la comuna, donde se realizaban actividades agrícolas. Corresponde a la actual porción urbana de la Unidad Vecinal n.º 4. Sus fronteras físicas son bien definidas: el Zanjón de la Aguada, por el norte; la avenida Tres Poniente, por el oriente; Camino Rinconada, por el sur, y el límite comunal urbano por el poniente. Dichas fronteras lo separan de sus barrios vecinos: La Farfana, Barrio Rinconada Rural, Hospital-Campos de Batalla y Sol Poniente.
Pertenecen a este barrio las villas El Porvenir, Portal de Maipú, El Sol, Jardines de Santa María, Lomas de Maipú, Rinconada Oriente y Los Araucanos II.

### Riesco-Central
Este barrio constituye una especie de transición entre la zona propiamente céntrica de la comuna y la zona más característicamente residencial, al interior del casco urbano antiguo de la comuna. Comprende las actuales unidades vecinales 9, 10 y 11, exceptuándose la porción comprendida por el Estadio Municipal Santiago Bueras y la villa Las Terrazas, que fueron incluidas en el vecino barrio Maipú Centro. Conformado en su origen por casas quinta de extensa superficie y posteriores loteos de autoconstrucción o de financiamiento cooperativo, incluye en su territorio diversos conjuntos habitacionales, que se fueron construyendo mayormente a partir de la década de los 1940 y durante los 1960. Durante la década de 1980, este barrio ya se encontraba constituido como conglomerado urbano. Cabe recordar que esta zona también había sido asiento de parcelas hasta mediados de los años 1940.
Pertenecen a este barrio las villas Maipú Oriente, Abraham Lincoln, Los Canelos, Pamela, Hawai (Cooperativa Hawai), Italia-Perlak, Lumen, Los Libertadores, Lord Cochrane y Sagrada Familia.

### Rinconada Rural

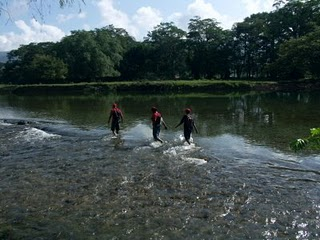
El río Mapocho en el valle de Rinconada de Maipú.

Este barrio se encuentra localizado en su totalidad fuera del límite urbano de la comuna, al poniente del río Mapocho y de la Autopista San Antonio-Santiago. Comprende varios villorios y un extenso territorio catalogado como «zona especial», que incluye un área de preservación ecológica (Quebrada de la Plata y cordón montañoso de Lo Aguirre), una zona de macroinfraestructura sanitaria (Relleno Sanitario Santiago Poniente) y áreas de explotación de áridos y recuperación de suelos agrícolas. Dado su emplazamiento en el área excluida al desarrollo urbano, el barrio Rinconada no se encuentra normado por el Plan Regulador Comunal (PRC) sino por el Plan Regulador Metropolitano de Santiago (PRMS), el que mantiene formalmente vigente el gravamen de inundabilidad recurrente sobre los poblados de El Maitén, Joaquín Olivares y Rinconada Lo Vial, asunto sobre el que el Municipio ha efectuado las gestiones pertinentes para levantar esta condición y dar paso al programa de vivienda y mejoramiento de entorno contemplado por Chile Barrio en la Rinconada.

### Santa Ana de Chena
Este barrio corresponde al tradicional sector de parcelas de agrado localizado al sur de Camino a Melipilla y al norte de camino a Lonquén, al nororiente de Ciudad Satélite y al poniente de las villas que bordean la avenida Cuatro Poniente. Colinda al sur oriente con la comuna de San Bernardo. Corresponde a la porción central de la actual unidad vecinal n.º 23 y toma su nombre del antiguo fundo Santa Ana de Chena. Hacia la década de los 1970, el sector de parcelas se encontraba constituido en su porción oriente, tal como se encuentra hoy, registrándose algunas construcciones más recientes hacia la década del 80 en torno a las vías interiores Los Talaveras, Húsares de la Muerte, Michimalongo, Caupolicán, Lautaro y Granaderos de San Martín, producto de parcelaciones.

### Sol Poniente
Está conformado en su mayoría por conjuntos de viviendas sociales e involucra un conjunto heterogéneo de realidades urbanísticas, sociales y culturales. Su creación como zona urbanizada surgió con la política habitacional del Gobierno, que orientó la oferta habitacional subsidiaria del Estado, mediante viviendas sociales, en terrenos de uso tradicionalmente agrícola en comunas periféricas de la Región Metropolitana. El SERVIU Metropolitano adquirió extensos paños de buena calidad de suelo (tipo III y IV), a buen precio, y proyectó conjuntos habitacionales, con densidades altas y medio-altas, en casas de un piso o dúplex como la villa San Luis (etapas 4 y 5) y en altura como las villas Valle de la Esperanza (etapas 1 y 2), Divina Providencia (etapas 1 y 2), Santa Teresa, Héroes de Iquique (etapas 1 y 2) y Javiera Carrera. Empresas constructoras hicieron otro tanto sobre paños adyacentes a los adquiridos por SERVIU.
Pertenecen a este barrio las villas Jardines de Rinconada I, Jardines de Rinconada II, San Carlos, Los Araucanos, Héroes de Iquique I, Héroes de Iquique II, Los Robles I, Los Robles II, San Luis IV, San Luis V, Santa Inés, Los Portales, Divina Providencia, Santa Teresa, Valle de la Esperanza y Javiera Carrera.

### Templo Votivo

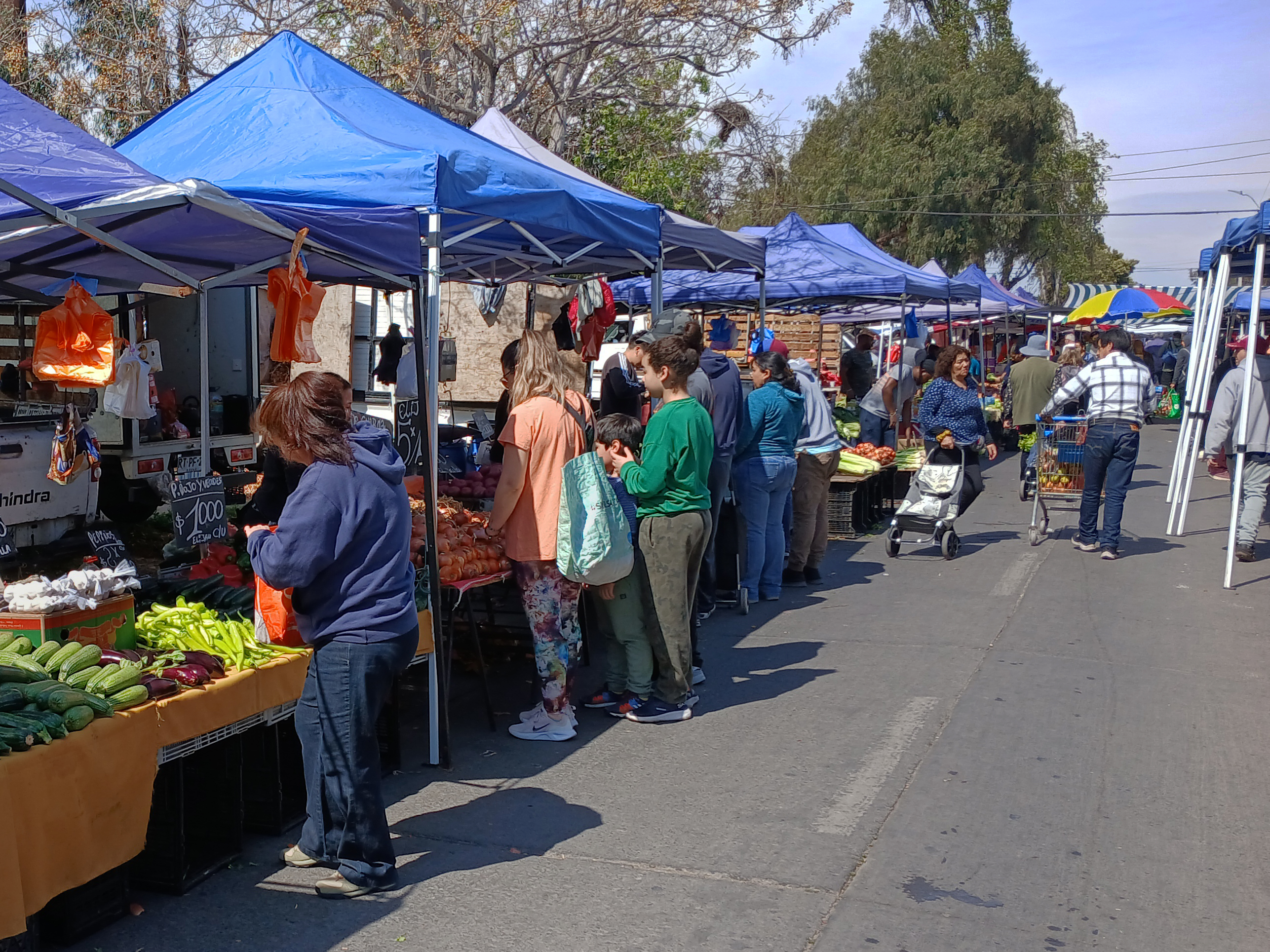
La feria «Padre Hurtado» en el barrio Templo Votivo, una de las veintitrés ferias libres que se instalan en Maipú.

Este barrio toma su nombre del hito histórico-cultural que se emplaza en su territorio y que designa tradicionalmente a este entorno: el Templo Votivo de Maipú, localizado en calle Carmen con Camino Rinconada, el que constituye la puerta de entrada a este sector antiguo y consolidado, que antaño correspondiera al fundo de la familia Infante Larraín. Comprende la actual Unidad Vecinal n.º 16, porción oriente de la 21 (al oriente de la avenida Tres Poniente) y porción poniente de la 20 (al poniente de calle Carmen). El barrio tomó su forma actual a partir de la década de los 1960. A mediados de los 70 y principios de los 80 ya contaba con casi todo su espacio urbanizado. Antiguamente, este territorio constituía parte de un extenso fundo de la familia Infante Larraín. La ocupación de este territorio se realizó mayoritariamente mediante la conformación de numerosas cooperativas de vivienda, lo que, además de producir núcleos vecinales relativamente pequeños, generó una forma de asociatividad local bastante particular de los sectores del casco antiguo de Maipú.
A este barrio pertenecen las villas Matucana, Somela, Del Rey, Cordillera, Rapa Nui, Alonso de Ercilla, Los Libertadores, Hijuela La Favorita, Paraíso, Grundig, Altos de San Martín, Maestranza Maipú, Caribe y Pizarreño Sur.

## Demografía

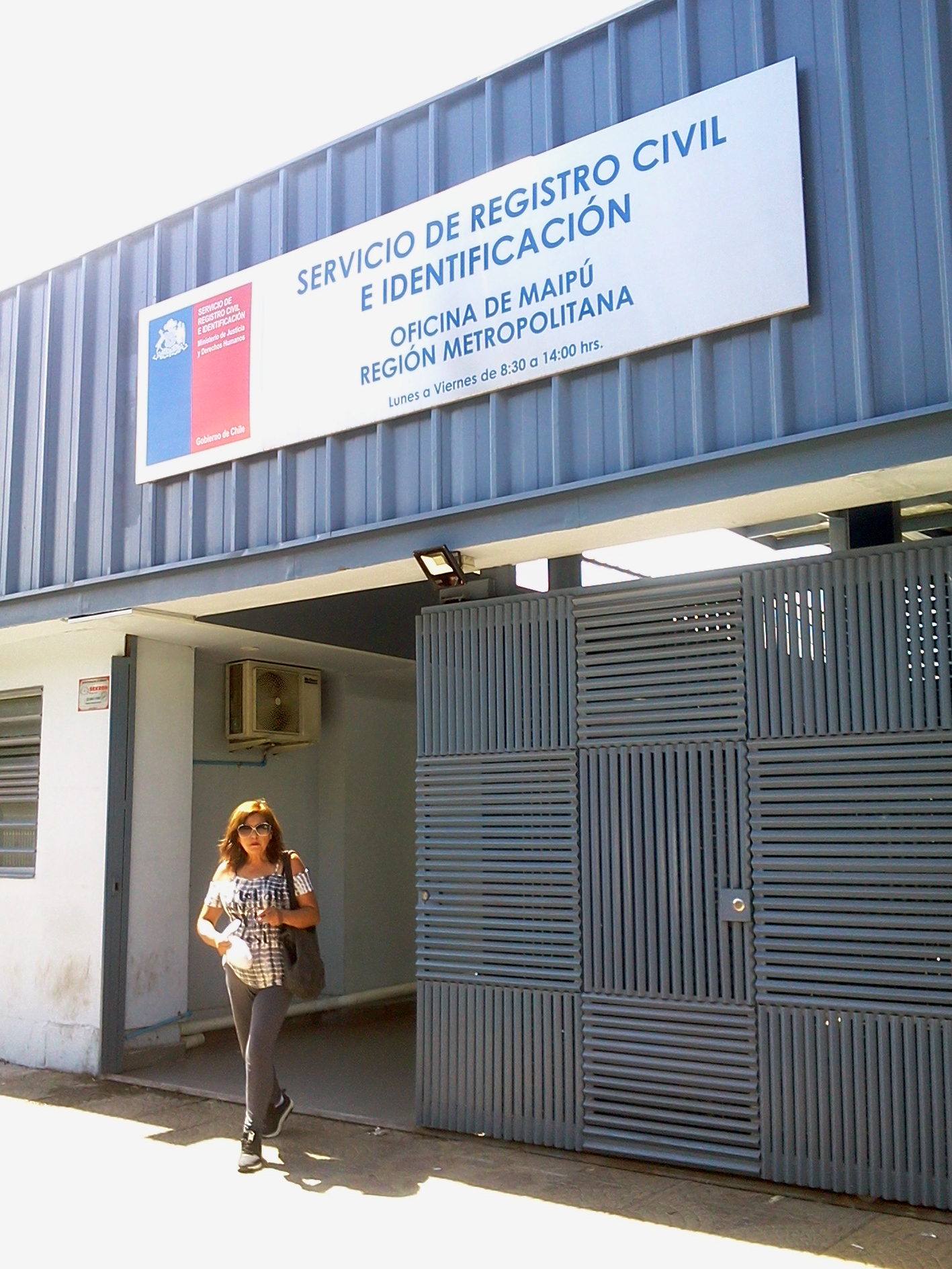
La oficina del Registro Civil de Maipú.

Según el censo nacional de 2002, Maipú tenía un total de 126 972 viviendas y 468 390 habitantes, de los cuales el 48,5 % eran hombres y el 51,5 % mujeres. La población urbana correspondía a 464 882 personas, equivalentes al 99,3 % de la comuna. El alfabetismo se eleva al 98,5 % de la población mayor de 10 años y un 2,56 % de la población se siente perteneciente a una etnia originaria, siendo un 2,54 % de la comuna de origen mapuche. Un 71 % de los maipucinos declaró en el año 2002 ser católico; un 12 % se declara evangélico y un 10 %, ateo o agnóstico.
El crecimiento de la población se calcula en un 6,21 % anual, siendo un 2,4 % de crecimiento vegetativo y un 3,81 % por migración desde otras comunas o regiones. La variación de la población a lo largo de los últimos años ha sido explosiva. En 1970, había 49 075 habitantes; en 1982, 114 117 habitantes; y en 1992, 256 550. Esto se traduce en un crecimiento de 854,4 % en solo 32 años. De acuerdo a cifras estimativas del INE, Maipú tendría 1 249 498 habitantes en el año 2020, lo que la habría convertido en la comuna con más habitantes de Chile.
La comuna es, en gran parte, de clase media-baja y baja producto de la política de viviendas sociales construidas en Maipú desde la década de los 80' y 90', que generó altos niveles de hacinamiento y problemas sociales como la delincuencia y el narcotráfico principalmente en el sector poniente de la comuna, los ejemplos más claros se pueden observar en los barrios Sol Poniente, Tres Poniente, Campos de Batalla, Lo Errázuriz, etc.
Los grupos socioeconómicos C3 (medio) y D (medio bajo) conforman el 61,3 % de la población comunal, y solo un 4,0 % de habitantes están bajo la línea de la pobreza (E). El 7,5 % de las personas que viven en la comuna corresponden a la clase alta (ABC1), mientras que el 27,2 % forma parte del C2 (medio alto). Gran parte de la población trabaja fuera de la comuna en labores industriales y actividades de servicios.

## Medio ambiente

### Geomorfología y componentes abióticos

Trazado simplificado de los ecosistemas y cuerpos de agua presentes en la comuna de Maipú.

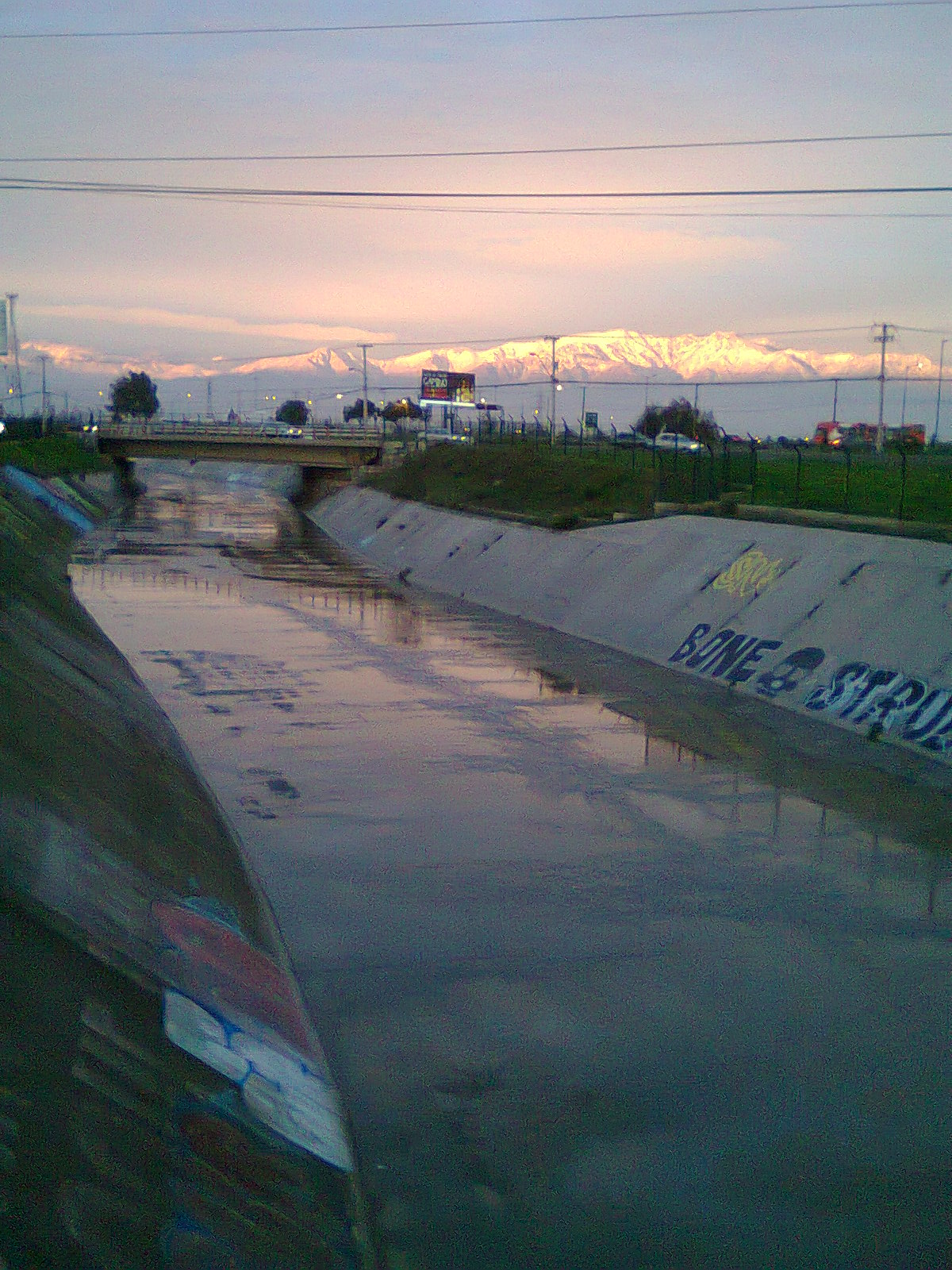
El Zanjón de la Aguada, cuerpo de agua que da origen al canal Ortuzano.

La comuna de Maipú se encuentra emplazada en las unidades geomorfológicas de Cordillera de la costa y Cuenca de Santiago. Mas en específico, esta se encuentra en los llanos del río Maipo junto a unas pequeñas colinas o cerros islas (que le dan nombre a la vecina comuna de Cerrillos) y algunas estribaciones de la Cordillera de la Costa. Sus coordenadas geográficas 33° 32′ latitud sur y 70° 46′ longitud oeste (aproximadamente a 13 km del centro de Santiago) y a 488 m s. n. m. .

### Clima
presenta según la clasificación climática de Köppen clima mediterráneo de lluvia invernal (Csb) y clima mediterráneo de lluvia invernal de altura (Csb (h)).

### Hidrología
Esta además se halla en la cuenca hidrográfica de río Maipo. Además, la comuna posee diversos cuerpos de agua, entre los que se destacan la laguna El Taco, el río Mapocho, un afluente de este llamado Zanjón de la Aguada y 132 canales agrícolas pequeños.

### Componentes bióticos
Dentro del territorio de la comuna se pueden hallar los siguientes ecosistemas:
- Bosque esclerófilo mediterráneo andino donde predominan Quillaja saponaria y Lithrea caustica (Vulnerable)
- Bosque esclerófilo mediterráneo costero donde predominan Cryptocarya alba y Peumus boldus (Vulnerable)
- Bosque espinoso mediterráneo interior donde predominan Acacia caven y Prosopis chilensis (Vulnerable)

Además, entre los entornos naturales que se pueden destacar dentro de la comuna se encuentran sus humedales.

### Medidas de protección ambiental y conflictos socioambientales
Tiene 135,5 km², equivalentes al 6,7 % de la Provincia de Santiago, siendo una de las más grandes; de estas 24 % son terrenos urbanizados, 63 % terrenos de uso agrícola y 13,5 % son cerros cordilleranos.La comuna tiene un total de 250 ha de áreas verdes, la superficie más grande en todo el país.
Hasta 2022, la comuna de Maipú cuenta con las siguientes zonas que cuentan con algún nivel de protección ambiental:
- El Roble (Sitios Ley 19.300)[29]
- Santuario de la naturaleza Quebrada de la Plata (Santuario de la Naturaleza)[30]

## Transporte, accesos y conectividad vial

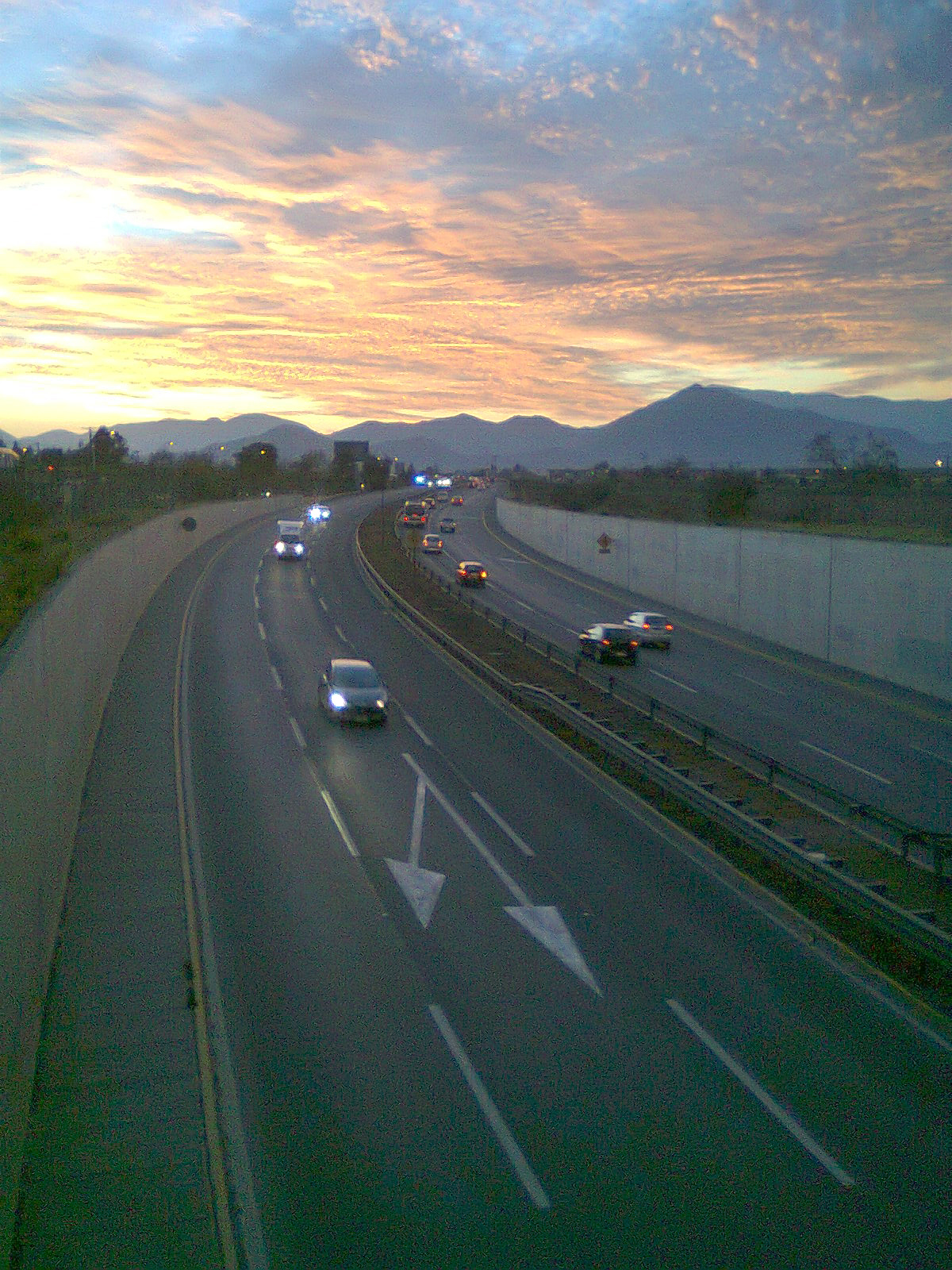
La Autopista San Antonio-Santiago (conocida anteriormente como Autopista del Sol) pasando bajo la avenida Pajaritos.

La principal avenida de la comuna es Los Pajaritos, continuación hacia el oeste de la Alameda - Bernardo O'Higgins y que comunica de norte a sur a Maipú.
La comuna está atravesada también por diversas vías de comunicación hacia la costa, como son la Autopista San Antonio-Santiago (que conecta la ciudad de Santiago con el Litoral central), Camino a Melipilla (que atraviesa las comunas de Santiago Centro, Cerrillos, Maipú, Padre Hurtado, Talagante y continúa hacia el poniente en dirección al litoral como carretera pasando por la ciudad de Melipilla a la cual debe su nombre), Camino a Lonquén y las autopistas urbanas Vespucio Norte (que Conecta el sector de El Salto (comuna de Huechuraba) con la Ruta CH-78) y Vespucio Sur (que recorre la Circunvalación Américo Vespucio Sur desde Avenida Grecia, en la comuna de Macul a la Ruta CH-78 Santiago/San Antonio).

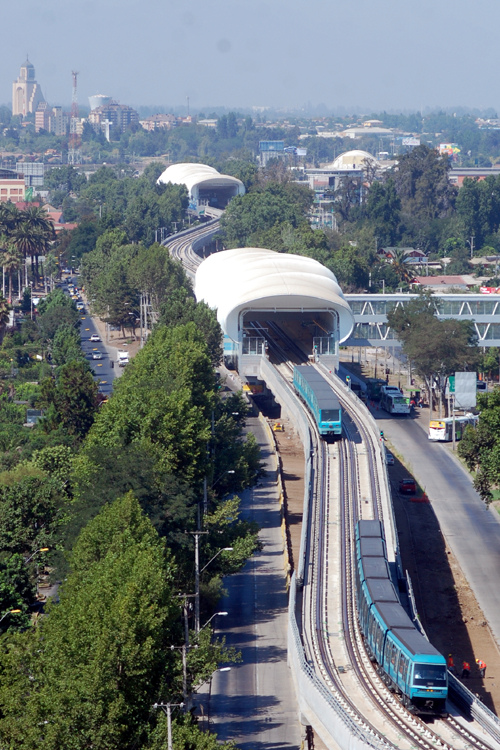
El viaducto del Metro de Santiago hacia Maipú. Bajo él se halla parte de la Ciclovía Alameda Pajaritos.

Esta comuna también es cruzada por el antiguo ferrocarril con destino a Cartagena —hacia el Litoral Central— y que ahora sirve sólo para carga hacia el puerto de San Antonio. La comuna contó con su estación de trenes homónima. En un momento esta estación fue considerada como cabecera de un nuevo ferrocarril que conectaría Santiago con Valparaíso. Actualmente se ha presentado un proyecto de tren de alta velocidad que conectaría a Santiago con Valparaíso; el proyecto Tren rápido Santiago-Valparaíso propuesto por la empresa TVS ha indicado que la estación terminal del servicio se encontraría junto a la estación de Metro Del Sol.
Hasta hace unos años, existió un proyecto de crear un tren de pasajeros llamado Melitrén —también conocido como Metrotrén Melipilla—, el cual hasta 2002 fue declarado como licitación desierta. En 2006 el proyecto volvió a darse a conocer a la luz pública, acortando el tramo original solo hasta la comuna de Padre Hurtado. En 2019 el proyecto del Metrotrén Melipilla fue aprobado para su construcción, estableciendo un servicio de pasajeros que llegará hasta la comuna de Melipilla. En 2020 la Empresa de los Ferrocarriles del Estado comenzó el proceso de licitación para la construcción y remodelación de la línea férrea que atraviesa la comuna, y que contará con dos estaciones en la comuna: Estación Tres Poniente y Estación Ciudad Satélite. En su momento fue planeada una tercera estación de este servicio dentro de la comuna, estación Pajaritos, ubicada en la intersección de Camino a Melipilla y Avenida Pajaritos; sin embargo, esta estación fue descartada del proyecto a causa del plano regulador comunal.
Maipú luchó varios años para que el Metro de Santiago fuera extendido hacia la comuna. Sin embargo, sus esfuerzos resultaron infructuosos cuando en el 2001 el entonces presidente Ricardo Lagos anunció que la comuna elegida sería Puente Alto. No obstante, el 16 de noviembre de 2005, el mismo Presidente anunció la extensión de la Línea 5 hasta la Plaza de Maipú. Finalmente, el 3 de febrero de 2011 fue inaugurada dicha extensión bajo el mandato del presidente Sebastián Piñera, sumando en total 103 km de Metro. En Maipú, las cinco estaciones existentes son: Plaza de Maipú, Santiago Bueras, Del Sol, Monte Tabor y Las Parcelas.

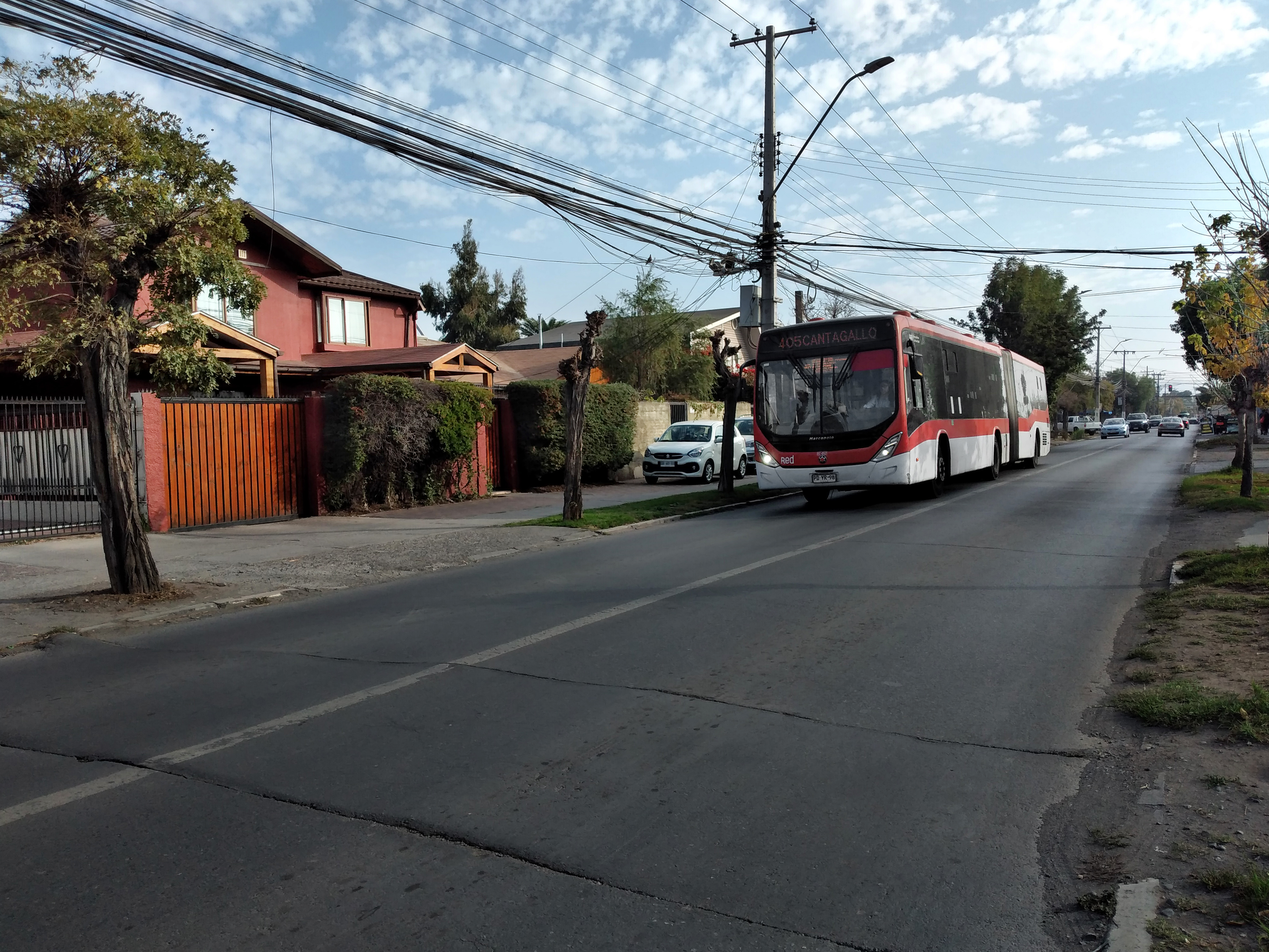
Un bus del recorrido 405 (Maipú-Cantagallo) de la Red Metropolitana de Movilidad circulando por la avenida Portales.

Con la implementación del sistema de transportes Red Metropolitana de Movilidad, Maipú quedó inserta en la Zona I, la cual abarcaba también a las comunas vecinas de Estación Central y Cerrillos. Actualmente, es abastecida por los recorridos de las unidades 3, 4, 5 y 7 de este sistema de transporte.
En 2014 el municipio decidió entrar como parte del sistema de bicicletas públicas compartidas Bikesantiago, el cual se implementó en la comuna a fines del 2015. Este servicio estuvo operativo hasta fines del 2019.
| Recorridos del sistema Red | TRAMO                                          |
| -------------------------- | ---------------------------------------------- |
| 106                        | Nueva San Martín - Peñalolén                   |
| 108                        | Maipú - La Florida                             |
| 109                        | Maipú - Renca                                  |
| 109n                       | Maipú - Plaza Italia                           |
| 110                        | Maipú - Renca                                  |
| 111                        | Ciudad Satélite - Metro Pajaritos              |
| 113                        | Ciudad Satélite - Metro Los Héroes             |
| 113c                       | Ciudad Satélite - Metro Cerrillos              |
| 113e                       | Ciudad Satélite - Metro Los Héroes             |
| 115                        | Villa El Abrazo - Metro Los Héroes             |
| 115c                       | Villa El Abrazo - Metro Cerrillos              |
| 118                        | Maipú - La Florida                             |
| 348                        | Rinconada - Metro Lo Ovalle                    |
| 401                        | Maipú - Las Condes                             |
| 404                        | El Descanso - Mapocho                          |
| 404c                       | El Descanso - Metro Las Rejas                  |
| 405                        | Maipú - Cantagallo                             |
| 417e                       | Maipú - Metro Manquehue                        |
| 419                        | Villa Los Héroes - Plaza Italia                |
| 421                        | Maipú - San Carlos de Apoquindo                |
| 423                        | Nueva San Martín - Plaza Italia                |
| 431c                       | Nueva San Martín - Metro Las Rejas             |
| 432n                       | Maipú - La Reina                               |
| 481                        | Avenida Portales - Plaza Italia                |
| 506                        | Maipú - Peñalolén                              |
| 506e                       | Maipú - Peñalolén                              |
| 506v                       | Villa El Abrazo - Peñalolén                    |
| 509                        | Maipú - Mapocho                                |
| 546e                       | Villa El Abrazo - Vitacura                     |
| I01                        | Villa Los Héroes - Hospital San Borja Arriarán |
| I02                        | Rinconada - Metro Laguna Sur                   |
| I03                        | Villa Los Héroes - Metro Las Rejas             |
| I03c                       | Valle Verde - Metro San Alberto Hurtado        |
| I04                        | Villa El Abrazo - Metro San Alberto Hurtado    |
| I04c                       | Villa El Abrazo - Metro Plaza Maipú            |
| I04e                       | Villa El Abrazo - Metro Plaza Maipú            |
| I05                        | Rinconada - Metro Lo Ovalle                    |
| I07                        | Rinconada - Mall Arauco Maipú                  |
| I08                        | Mall Arauco Maipú - Metro San Alberto Hurtado  |
| I08c                       | La Farfana - Metro Del Sol                     |
| I08n                       | La Farfana - Alameda                           |
| I09                        | Rinconada - Metro Universidad de Chile         |
| I09c                       | Rinconada - Metro Las Rejas                    |
| I09e                       | Rinconada - Metro Universidad de Chile         |
| I10                        | Villa Los Héroes - Metro Quinta Normal         |
| I10n                       | Villa Los Héroes - Alameda                     |
| I11                        | Ciudad Satélite - Rinconada                    |
| I11n                       | Ciudad Satélite - Plaza de Maipú               |
| I12                        | Pueblito La Farfana - Mall Plaza Oeste         |
| I13                        | Metro Del Sol - Metro San Alberto Hurtado      |
| I18                        | Rinconada - Metro Unión Latinoamericana        |
| I20                        | Marta Ossa Ruiz - Valle Verde                  |
| I21                        | Villa Hernán Díaz - Metro Plaza Maipú          |
| I22                        | La Farfana - Metro Del Sol                     |
| I24                        | Villa Los Maitenes - Mall Plaza Oeste          |
| I26                        | Avenida Portales - Metro Cerrillos             |
| I35                        | Padre Hurtado - Metro Del Sol                  |

## Recreación, cultura y deporte
En avenida 5 de Abril se halla el Estadio Santiago Bueras, inaugurado el 8 de noviembre de 1985. Es un estadio de fútbol y atletismo donde jugaba de local el equipo Club Deportivo Magallanes que milita en la Primera División de Chile. En el mismo recinto se encuentra el Gimnasio Olímpico Fernando González, bautizado así en honor al tenista chileno ganador de la medalla de oro en los Juegos Olímpicos de Atenas 2004.
La Biblioteca Municipal de Maipú fue abierta al público el 26 de diciembre de 1991 en la esquina de las calles Alberto Llona y Chacabuco, a pasos de la Plaza de Armas. En esta plaza y en la Plaza Monumento se realizan periódicamente presentaciones y eventos culturales. Además Maipú cuenta con una Piscina Olímpica, un Teatro Municipal (inaugurado en 2004) y un Departamento de Cultura (inaugurado en 2002).
En avenida Américo Vespucio se encuentra el Mall Arauco Maipú, que cuenta con múltiples tiendas y restaurantes desde que abrió sus puertas en 1993.
El 26 de enero de 2002, en la intersección de avenida Portales con la Autopista San Antonio-Santiago, se inauguró el Balneario Parque Municipal de Maipú, que cuenta con piscinas, juegos acuáticos y quinchos.
En agosto de 2008 se inauguró la primera etapa del Parque Tres Poniente, ubicado en el bandejón central de la avenida del mismo nombre.

### Fútbol amateur
Desde 2018, existen dos asociaciones de fútbol amateur en Maipú:
- Asociación de Fútbol de Maipú (11 clubes).[41]
- Asociación de Fútbol Histórica de Maipú (11 clubes).[42]

## Economía
En 2018, la cantidad de empresas registradas en Maipú fue de 8.919. El Índice de Complejidad Económica (ECI) en el mismo año fue de 2,38, mientras que las actividades económicas con mayor índice de Ventaja Comparativa Revelada (RCA) fueron Elaboración de Productos en Base a Vegetales Acuáticos (88,17), Fabricación de Cubiertas y Cámaras de Caucho (82,62) y Actividades de Clínicas Veterinarias (48,77).

## Salud
En diciembre de 2013 se inauguró el Hospital El Carmen, anunciado por la entonces presidenta Michelle Bachelet en el 2006, en los terrenos que anteriormente ocupaba la Medialuna Municipal de la comuna, en la esquina de las avenidas Olimpo y Camino a Rinconada.
Además del hospital y las consultas médicas privadas, Maipú cuenta con quince centros de atención de diversa envergadura:
- Centro Referencial de Salud (CRS)
- Centro de Salud Familiar Maipú
- Consultorio Dr. José Eduardo Ahués Salame
- Centro de Salud Familiar Dra. Ana María Juricic
- Centro de Salud Familiar Clotario Blest Riffo
- Centro de Salud Familiar Dr. Iván Insunza
- Centro de Salud Familiar Dr. Carlos Godoy
- Centro de Salud Familiar Dr. Luis Valentín Ferrada Urzúa
- Centro de Salud Familiar Presidenta Michelle Bachelet Jeria
- Centro de Salud Familiar Dr. Salvador Allende Gossens
- Centro de Resolutividad de Atención Primaria (CREAP)
- Centro Comunitario de Salud Familiar Europa
- Centro Comunitario de Salud Familiar Judea
- Centro Comunitario de Salud Mental (COSAM)
- Dispositivo Municipal de Salud El Trébol
- Dispositivo Municipal de Salud Bueras

## Educación

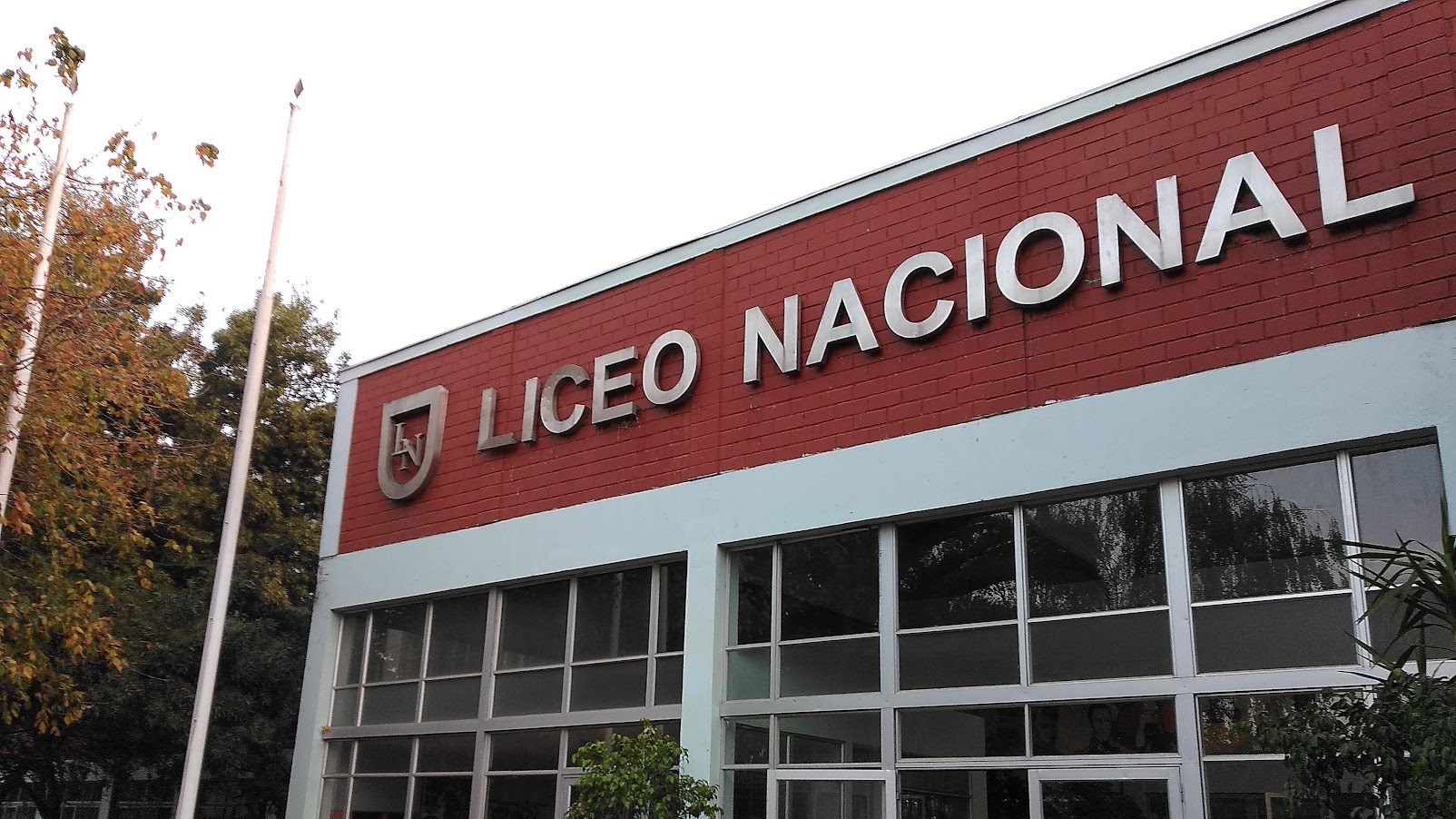
La fachada del Liceo Nacional de Maipú.

En Maipú hay veinticuatro establecimientos de educación municipal. Entre estos se encuentran dos colegios de excelencia: el Liceo Nacional de Maipú y el Liceo Bicentenario de Niñas de Maipú, inaugurados en 2003 y 2012 respectivamente. Además de estos recintos municipales, se encuentran la Escuela General San Martín y la Escuela General Bernardo O'Higgins, creadas una al lado de la otra en 1910. También están el Liceo Municipal de Maipú «Alcalde Gonzalo Pérez Llona» y el Colegio El Llano de Maipú, inaugurados en los años 1960.
Entre los establecimientos particulares subvencionados más antiguos están el Colegio de la Providencia Carmela Larraín de Infante, inaugurado en 1961, el Centro Educacional Piamartino Carolina Llona de Cuevas, que comenzó a construirse en 1953, y el Liceo Mater Purissima, que comenzó a impartir clases en 1962 a cargo de la Congregación Hijas de la Misericordia. Por otra parte, dentro de los recintos privados está el Colegio Santa Úrsula, fundado por las monjas Ursulinas también en 1962.
Maipú cuenta además con establecimientos de educación superior privada, como la Universidad de Las Américas, un Duoc UC y un Inacap.

## Seguridad
La institución policial de Carabineros de Chile está presente en Maipú con la 25.ª Comisaría «Mayor Danny Martínez», la 52.ª Comisaría «Teniente Coronel Víctor Acosta» y la 51.ª Subcomisaría Maipú Oriente, ubicada en la Ciudad Satélite. Las dos primeras están a cargo de los nueve cuadrantes (215-223) del Plan Cuadrante de Seguridad Preventiva que hay en el territorio comunal. Según datos de Carabineros de Chile, en el 2019, Maipú contaba con un oficial de carabineros por cada novecientos siete habitantes.
Maipú cuenta, además, con una Dirección de Prevención y Seguridad Ciudadana, la cual está a cargo de los cuarenta y seis módulos de Seguridad Ciudadana, diecinueve móviles para patrullajes preventivos, una central telefónica de seguridad, 101 cámaras de vigilancia y un dron.
En la comuna también se encuentra la Policía de Investigaciones, con la Brigada de Investigación Criminal Maipú, y el Cuerpo de Bomberos de Maipú, que tiene a cargo nueve compañías:
- 1.ª Compañía «Bomba Eduardo Ramírez Mazzoni».
- 2.ª Compañía «Bomba Cerrillos».
- 3.ª Compañía «Bomba Chile».
- 4.ª Compañía «La Vida por el Deber».
- 5.ª Compañía «Bomba El Alcázar».
- 6.ª Compañía «Bomba Los Héroes».
- 7.ª Compañía «Bomba Pucará».
- 8.ª Compañía «Bomba Rinconada».
- 9.ª Compañía «Bomba José Miguel Carrera».

## Servicios sanitarios

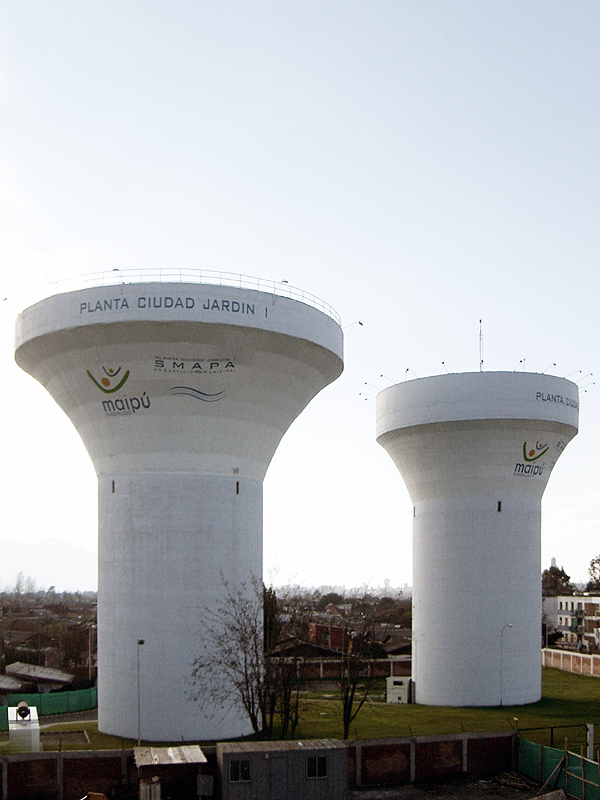
Las torres de agua de SMAPA.

Maipú posee un servicio de agua potable municipal, único en Chile, el cual funciona desde el año 1950 gracias a las napas subterráneas que existen en la comuna. Produce anualmente más de 75 000 000 de m³ de agua que abastecen a cerca de 670 000 habitantes. Este servicio, conocido por sus siglas, SMAPA, presta servicio a las comunas de Maipú, Cerrillos, parte de Estación Central y el 1% de San Bernardo, también está a cargo del alcantarillado y el tratamiento de aguas servidas. Esto último se realiza en las plantas de tratamiento La Farfana y El Trebal.
En Maipú además está el Relleno Sanitario Santiago Poniente, que funciona desde el año 2001 en el sector de Rinconada de Maipú, recibiendo los desechos urbanos de Cerrillos, Peñalolén, Estación Central, San Bernardo, Padre Hurtado, Isla de Maipo, Peñaflor, Calera de Tango, El Monte y Cerro Navia. La basura domiciliaria de Maipú alcanza las 625 toneladas diarias y es recogida por veintinueve camiones recolectores.

## Calidad de vida
De acuerdo al Indicador de calidad de vida urbana, publicado en el 2002 por el Instituto de Estudios Urbanos de la Universidad Católica, Maipú ocupaba el lugar treinta y cinco a nivel nacional. En el mismo estudio, realizado en el 2011, Maipú estaba en el lugar trece, mientras que en el 2012 subió al once. Este ranking toma en cuenta seis ámbitos: «Condición laboral», «Ambiente de negocios», «Condiciones socioculturales», «Conectividad y movilidad», «Salud y medio ambiente» y «Vivienda y entorno».
Según la Encuesta Nacional Urbana de Seguridad Ciudadana, realizada anualmente por la Subsecretaría de Prevención del Delito del Ministerio del Interior en conjunto con el Instituto Nacional de Estadísticas, en el 2006, el 39,5 % de los maipucinos consultados aseguró haber sido víctima de un delito. Al año siguiente, el porcentaje subió a un 42 %. En el 2008 descendió a un 35,6 %. En el 2009 se elevó a un 43 %. En el 2010 bajó a un 27 % y en el 2011 alcanzó un 36,7 %. Cabe destacar que en el año 2010, Maipú contaba con un funcionario policial por cada 1643 habitantes y un vehículo policial por cada 19 851 habitantes, es decir, la menor dotación policial de la Región Metropolitana. En el año 2019, existía un Carabinero por cada 907 habitantes.

## Administración

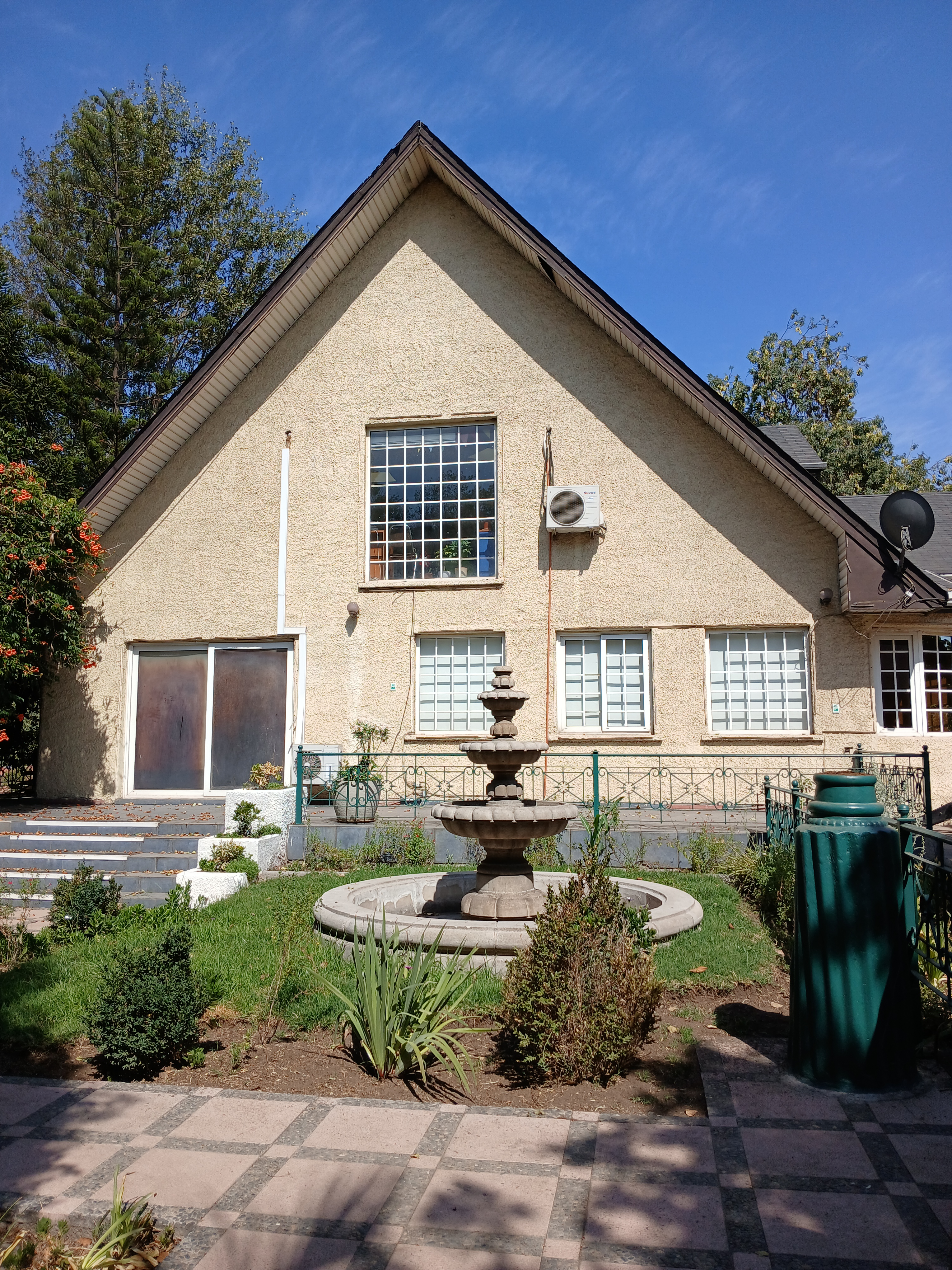
La Alcaldía de Maipú.

### Municipalidad
A octubre de 2012, la Ilustre Municipalidad de Maipú cuenta con 576 funcionarios públicos, siendo un 10,24 % de ellos profesionales, y es dirigida en el periodo 2024-2028 por el alcalde Tomás Vodanovic Escudero (FA), quien es asesorado por el concejo municipal por los concejales:                                                                                         
- Ka Quiroz Viveros (FA)
- Nicolas Carrancio Fuentes (FA)
- Bladymir Muñoz Acevedo (FA)
- Felipe Farías López (IND./FA)
- Ariel Ramos Stocker (PCCh)
- Graciela Arochas Felber (PDC)
- Edison Aguilera Salazar (REP)
- Karen Garrido Neira (REP)
- Juan Carlos Prado Chacón (RN)
- Horacio Saavedra Núñez (UDI)

### Representación parlamentaria
Después de la modificación a la configuración distrital de acuerdo a Ley 20.840, Maipú integra el distrito electoral n.º 8 junto a las comunas de Colina, Lampa, Pudahuel, Quilicura, Til Til, Cerrillos y Estación Central. Por otra parte, la comuna pertenece a la VII Circunscripción Senatorial que representa a toda la Región Metropolitana de Santiago. De acuerdo a los resultados de las elecciones parlamentarias de Chile de 2021, Maipú es representado en la Cámara de Diputados del Congreso Nacional por los siguientes diputados:
Apruebo Dignidad (2)
- Carmen Hertz Cádiz (PCCh)
- Claudia Mix Jiménez (COM)

Chile Vamos (2)
- Joaquín Lavín León (UDI)
- Cristián Labbé Martínez (UDI)

Fuera de coalición:
- Alberto Undurraga Vicuña (DC)
- Agustín Romero Leiva (PRCh)
- Viviana Delgado Riquelme (PEV)
- Rubén Oyarzo Figueroa (PDG)

A su vez, en el Senado la representan Fabiola Campillai Rojas (Ind), Claudia Pascual (PCCh), Luciano Cruz Coke (EVOP), Manuel José Ossandon (RN) y Rojo Edwards (PRCh) en el periodo 2022-2030.
El 1 de febrero de 2012, día en que entró en vigencia la ley electoral que ordena la inscripción automática en el Servicio Electoral y el sufragio voluntario, Maipú fue la comuna con el padrón electoral más grande de Chile con 336 454 inscritos. Esto cambió en 2016, cuando Maipú quedó en el segundo lugar después de Puente Alto. Para el plebiscito constitucional del año 2023, el padrón electoral de Maipú registraba a 397 158 electores.